# Pince
Une pince est le nom lexical donné à de multiples outils communs en mécanique générale ou dans les arts et métiers, à divers instruments ou ustensiles de manipulation, parfois à des dispositifs à deux ou plusieurs branches, qui servent selon les emplois spécifiques à saisir, attirer, fixer, tenir, lever, serrer, soulever, déformer, plier, tordre, couper, arracher, écraser etc.. Le mot employé porte parfois la marque du pluriel si la description porte sur les deux parties semblables ou symétriques de l'objet, on dit des pinces ou trivialement "une paire de pinces".

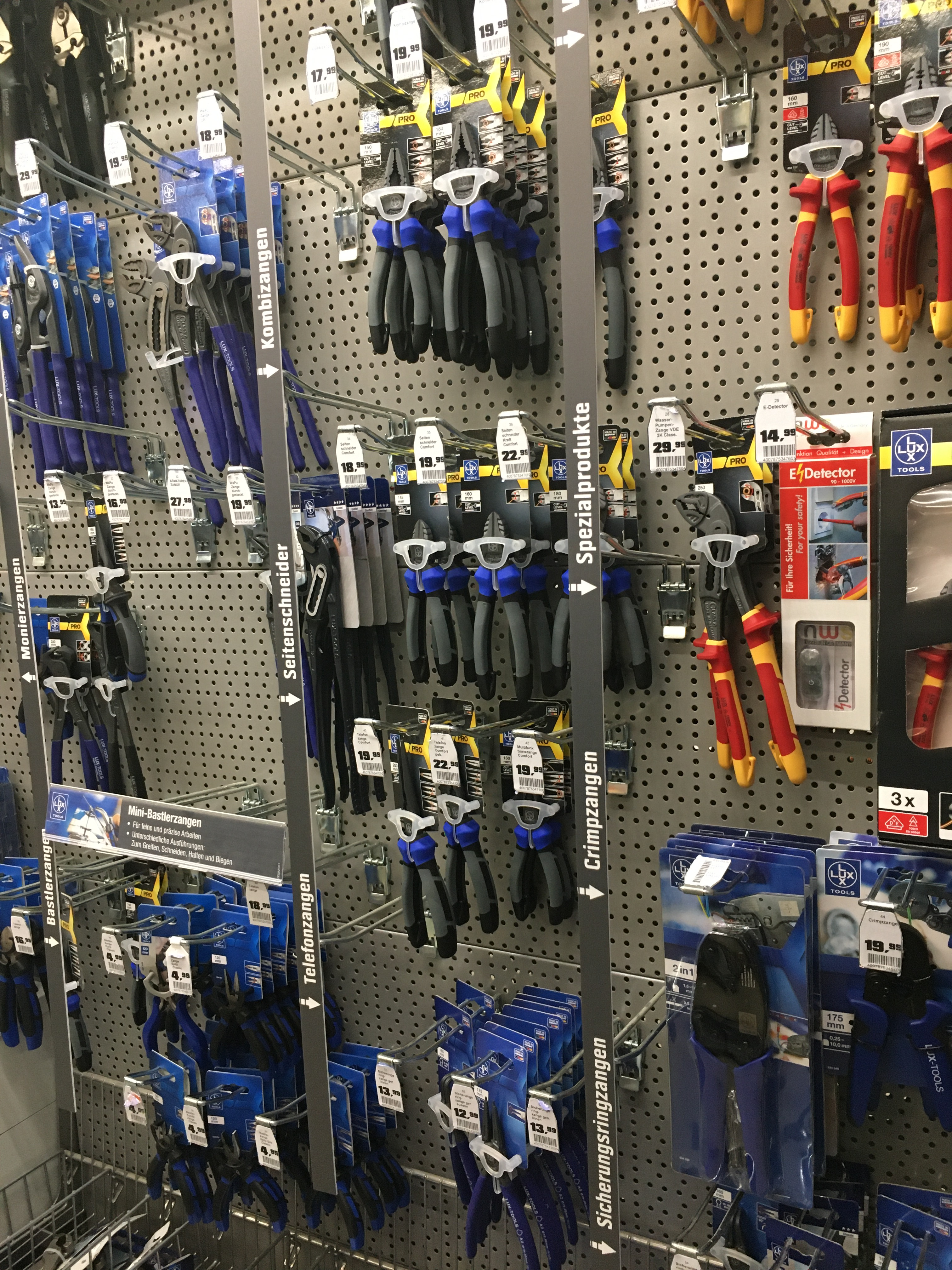
Diverses pinces (ici pince multiprise, universelle, coupante latérale, à sertir, à circlips, électrique ou téléphonique etc.) à manches gainés d'isolant plastique électrostatique dans un rayonnage de surface commerciale de bricolage allemande, 2023.

Ainsi en écartant les pinces simples barres métalliques parfois transformées en leviers, les pinces de l'horloger, du chirurgien, les pinces de forge, les pinces du fondeur etc. n'ont ni les mêmes tailles et caractéristiques, ni les mêmes fonctions d'emplois, mais elles sont perçues comme deux entités associées, en correspondance ou symétriques. Par contre, la "pince à dissection" en biologie ou la "pince hémostatique" en médecine, la pince coupante ou la pince universelle du bricoleur, la pince à dénuder ou la pince crocodile de l'électricien sont envisagées, malgré leurs différences, en simple outil unitaire.
Le terme est employé rarement seul, il est précisé par une proposition de qualité ou de métier, de fonction ou d'usage. La pince peut aussi être décrite par ce qui saisit ou tient : mâchoires, mors, becs etc.

## Lexique des pinces, origine du mot
Le lexique relatif aux pinces s'est singulièrement réduit au XXe siècle, avec l'effacement des outils anciens, souvent relégués au musée. Un inventaire écrit en ancien français à Rouen vers 1382-84 mentionne divers outils de fer, d'abord au singulier la pinche ou « barre de fer aplatie et fendue à l'une des extrémités et dont on se sert comme d'un levier », ensuite au pluriel « de grans pièces de fer nomméez pinches » qui semblent correspondre à des longues pinces et tenailles de forgerons. N'oublions que la pince, si commune autrefois dans les foyers disposant d'une cheminée, étaient de longues tenailles qui servaient à remuer les bûches et relancer le feu. Elle était dénommée "mordache", pas seulement en raison des larges extrémités typiques, dénommées autrefois mordache, d'une grosse tenaille, mais en référence aux anciens noms en latin médiéval de la pince mordaceus ou des tenailles mordax attestés respectivement au IXe siècle et vers 800. Le verbe transitif latin mordĕo, mŏmordi, morsum, mordēre désigne une action de la pince en latin médiéval. Le mors, du latin morsus, signifiant morsure, dénomme en français la mâchoire d'un étau, d'une tenaille ou d'une pince. L'ancien mot occitan morailles décrit pinces et tenailles, pouvant apparaître comme une association entre le mors et la tenaille. Il n'est pas étonnant de retrouver dans les dénominations anciennes de la pince, l'influence ou la présence du verbe "mordre", par exemple le mordant. Il en est de même des multiples mâchoires emblématiques du monde animal, comme celle du loup ou de la louve, ou des becs aux capacités de pincer fortement de différents volatiles.
Les pincettes sont longtemps restées dans le monde rural et demeurent pour les amateurs de l'entretien de feu sous une vaste cheminée, un instrument de fer, à deux branches égales et symétriques, dont on se sert pour arranger le feu. Si les pincettes sont présentes en 1321 dans les Notices, l'outil générique qu'est la pince se nomme encore pinceure, mot féminin attestée dans le Livre des Rois écrit vers 1190 et qui a engendré le substantif pincer(s) en anglais dès le XIVe siècle. Les verbes pincier et espinchier sont à l'origine de nos verbe pincer et épincer. Si le dernier apparaît en 1262 dans un texte de Douai dans un sens technique d'emploi de pinces de taille ou d'énouage (enlèvement d'impuretés) des draps, le premier est employé par Benoît de Sainte-Maure dans son Roman de Troie ou ses "Chroniques du ducs de Normandie" en 1160 : il dériverait du latin populaire punctiare aux racines croisées incertaines. Algirdas Greimas, dans son dictionnaire d'ancien français, propose un autre verbe latin populaire pinctiare, également aux croisements de plusieurs racines, pour faire advenir le verbe pincier, marqué selon lui par deux significations : "pincer" (saisir avec l'outil ou les doigts) et "voler" selon le complément de Jean Bodin. On peut déjà expliciter le premier sens par les propositions "saisir avec force", "faire mal, tourmenter avec les pinces rouges de la torture ou de la question", mais aussi "être pris, être reconnu pour un méfait". Comprendre le laboratoire précurseur des langues romanes reste délicat, mais il est cohérent de proposer, au moins en hypothèse, l'influence du verbe latin prehendo/prehendere ou mieux de son dérivé simplifié prendo, prendi, prensum, prendere à l'origine du verbe français "prendre". L'art de la pince n'est-il pas de "chercher à saisir", signification du verbe prehenso, simplifié en prenso, prensavi, prensatum, prensare. Le bas latin prehensio, simplifié en prensio, prensionem est à l'origine du mot prison, qui regroupe les individus pris ou captifs, avant de désigner une installation ou bâtiment de sûreté. L'évolution plus radical et ancienne du participe passé prens ou prins sous l'influence croisée d'autres racines orales ne pourrait-elle engendré l'hypothétique pinse?  Cette forme aurait été vite relatinisée en des formes connues, d'abord en latin médiéval pinca (pince accroissant la force par effet de levier) puis pinche en ancien français, laissant au passage les verbes pinctiare, pincier, to pinch, respectivement en latin médiéval, ancien français et anglais.
En 1398, le poète Eustache Deschamps désigne par le mot l'endroit étroit où se sépare les doigts de la main, et de manière métaphorique une petite tenaille. La pince désigne déjà pourtant trivialement une saisie trop forte ou anormale, exceptionnelle ou illégale, si elle n'est pas réservée à un métier ou un service. L'emploi du mot pour indiquer la main, notamment dans le langage des truands ou des voleurs médiévaux, représente ou dévoile une véritable transgression. Le mot anglais pincer, emprunté à l'ancien français, désigne au XIVe siècle l'outil pour saisir fortement ou pincer, avec deux mâchoires articulées qui peuvent être serrées et maintenues l'une contre l'autre. Il s'applique autant à l'outil de préhension ou aux tenailles du forgeron qu'à l'instrument de torture, de couleur rouge. Le verbe anglais pinch qui, un siècle auparavant, pouvait signifier saisir, pincer, arracher (par exemple un sourcil) se définit par "comprimer quelque chose entre le doigt et le pouce", "presser entre deux corps durs et deux masses antagonistes", mais aussi "faire mal, tourmenter", en premier lieu de manière physique et commune, avec des habits trop serrés, des chausses étriquées, des chaussures trop petites. Le verbe ancien français d'origine, pincier, passé en vieux français normand ou picard, signifiait à la fois "saisir, pincer, presser, mordre, arracher, voler et capturer" au XVIe siècle. Notons que le vieux verbe néerlandais pitsen au sens de pincer, serrer ou tenailler, et son correspondant allemand pfetzen/pfitzen, semblent puiser au même source romane que l'ancien français.
En ancien français, un pinceeur signale un fabricant de pince, outil qui se dénomme par un diminutif au masculin pinchoel ou pinchon, et au féminin pinchure. Le diminutif pincherel reste un levier, une barre de fer servant à démolir un mur, à soulever des pierres, comme l'atteste un rapport de Lille en 1455 travailler au picq, au pincherel à défaire ung pan de mur.
Le dictionnaire françois-latin de Robert Estienne paru en 1549 définit laconiquement l'ensemble "pinces et pincettes" par les mots latins volsella ou vulsella, signifiant selon le dictionnaire Gaffiot petite pince, pincette (surtout pour épiler), tenettes (de chirurgien), ajoutant toutefois forceps au sens générique de "pinces et tenailles" pour ne pas oublier le matériel lourd. La définition humaniste du verbe pincer ou pinser est réduite singulièrement à l'action subtile de serrer entre ses doigts, voire appuyer ou comprimer avec ses doigts. Pourtant, Montaigne nous rappelle que se faire pinceter tout le poil, c'est se faire épiler, se faire arracher le poil avec une (petite) pince.
Les fondeurs de cloche nomment abusivement "pince" le bord inférieur d'une cloche, à l'endroit où frappe le battant, là où prend naissance le son par vibration. En réalité, pour qualifier des parties d'un corps, d'un objet quelconque, d'un vêtement, d'un navire en particulier sa partie avant sous la proue, la pince représente avant la fin du Moyen-âge l'extrémité, l'endroit le plus étroit, le plus aminci ou pincé alors que la "panse" désigne l'endroit épais, volumineux, gonflé ou massif. Marin Mersenne, dans son Traité de l'Harmonie universelle, a calculé que le centre de gravité du battant de la cloche devait se situer à hauteur de la pince ou fin rebord terminal inférieure et extérieure. Le battant devait frapper au niveau de la panse, c'est-à-dire une partie intérieure au niveau du gros renflement du bord inférieur, de la cloche, légèrement au-dessus du niveau bas de la pince. Cette opposition pince/panse s'efface après le siècle des Lumières.
Le dictionnaire de technologie, supervisé des années 1820 à 1835 par Louis-Benjamin Francoeur, mentionne sur une centaine d'articles descriptifs, diverses pinces, encore souvent en bois, notamment en boisselerie, broderie, sellerie, ceinturonnerie etc. ou pour battre les feuilles d'or, mais d'ordinaire en métal résistant pour les mineurs, carriers, meuliers, paveurs, épinceteuses, chirurgiens etc. ou encore pour divers procédés chimiques ou métallurgiques.

## Outil, instrument ou dispositif anciens
Pierre Larousse, lexicologue formé aux Arts et Métiers, fils de charron et familier de la forge de son père, mentionne que les pinces font partie du registre technique des tenailles, en usage dans un grand nombre de métiers. Pour montrer la variabilité de forme et de taille, il ajoute que les horlogers ou les arquebusiers possèdent de petites pinces pour prendre ou placer les goupilles et autres pièces légères. Il commence sa partie encyclopédique par la pince commune de forge, celle des forgerons, serruriers ou chaudronniers, mettant au feu les pièces qu'ils veulent chauffer ou rougir. La longueur de l'outil varie selon les dimensions du foyer, les températures ordinaires de chauffe, de sortie et de travail des objets : la taille varie entre 1 pied à 4 ou 5 pieds. L'ouvrier de forge saisit les deux branches de fer, en général par l'extrémité arrondie qui sert de poignée, ouvre et referme la pince, s'emparant ainsi de la pièce ou la forme de métal à chauffer. Il peut la maintenir sur le feu, la tourner et retourner sans danger, la retirer pour le travail de forge au marteau. Quelques pinces sont munies d'un ressort qui les tiennent ouvertes lorsque l'opérateur ne serre pas le manche de la main.

### Définition et principe de description d'une pince articulée
Ainsi la pince est d'abord un outil qui sert à saisir ou prendre des pièces ou objets que l'on ne peut saisir avec les doigts. La pince permet en outre soit de les placer ou positionner correctement, soit de leur conférer une forme spéciale, de les mettre à longueur, de les fixer ou visser, etc. Les pinces sont employés à de multiples usages, et à chacun de ses emplois correspondent des formes différentes de l'outil.
Il n'est pas étonnant que la pince qui permet de saisir des objets grâce au principe du levier apparaisse il y a 3000 ans avant J.-C. à l'époque de l'invention du four, en particulier du four fermé ou four à pain égyptien, ou encore du four tandoori de Mohenjo-Daro, de la généralisation des techniques métallurgiques de coulées, par exemple le moulage à cire perdue ou la fabrication du casque de bronze. La démultiplication de l'effet de serrage, appliquée à une surface réduite par la pince ou le bec, expliquerait l'essor fulgurant de cet outil, et de ses variantes pour "agripper, faire tourner, pivoter, tirer, couper, ajuster un objet donné", y compris jusqu'à rejoindre les premiers instruments chirurgicaux  représentés sur les bas-reliefs du temple de Sobek et Haroëris à Assouan.

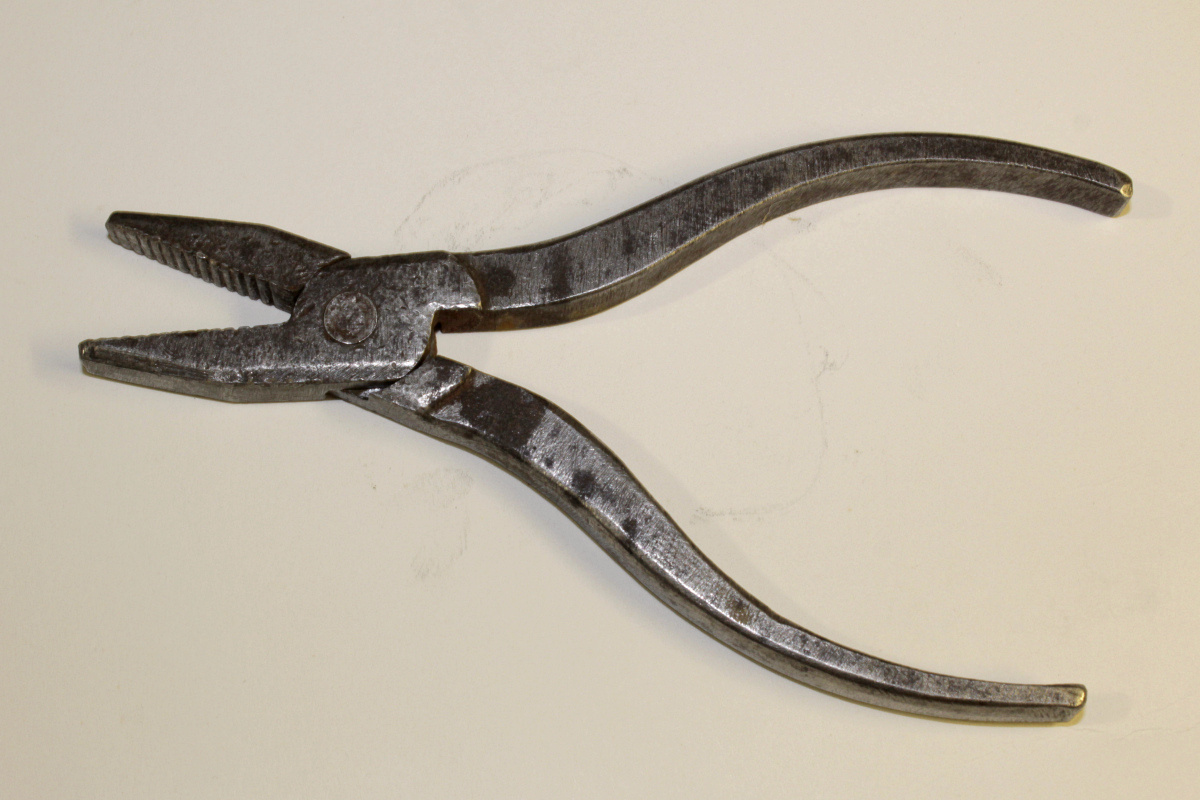
Pinces plates, avec rainures de saisie caractéristiques. Ancienne fabrication d'un atelier d'école russe.

Une description de principe permet d'expliquer qu'une pince articulée, différente d'un simple levier, est constituée de deux leviers articulés oscillant autour d'un axe commun. Chacun des leviers a des branches de longueur inégale. Lorsque l'outil est petit, les plus longues branches, parfois nommées poignées (aux extrémités), manches ou corps, jambes ou tiges, sont souvent de forme cintrée pour faciliter la prise en main grâce à l'écartement et favoriser l'ensemble des manipulations, ce qui exige un minimum de force. Et ce sont les courtes branches, dénommées souvent "tête de préhension", "mâchoires" ou "bec", qui servent à pincer ou tenir la pièce, serrer ou fermer, voire couper ou tordre la pièce. Suivant le type de bec(s) ou de mâchoires, on distingue les pinces plates, les pinces rondes ou destinées à saisir des objets cylindriques, les pinces coupantes, etc. Les pinces à becs effilés, fines ou délicates se distinguent des pinces à mâchoires lourdes, conçues pour exercer une pression. Les mâchoires ne sont pas seulement plates ou lisses, elles peuvent au contraire se caractériser par une surface diversement texturée, striée, rainurée, dentelée, etc. pour minimiser le glissement, favoriser l'adhérence ou l'ancrage de l'objet saisi, ce qui donne naissance, pour des manipulations spécifiques, à des configurations spéciales de pinces, parfois asymétriques. Des trous calibrés ou des lames coupantes peuvent être placées dans la mâchoire, pour maintenir, laisser filer ou couper divers fils, câbles ou tubes métalliques. Ainsi becs et/ou mâchoires sont éminemment variables en taille et en forme.

Pinces en fer fortement usagées à mâchoires courbes et plates, forgées à l'atelier du forgeron Johann Ring (vers 1900), Musée de l'armurerie royale de Suède nommé Livrustkammaren.

D'où vient la pince articulée décomposable de manière tripartite en longues branches avec poignée, axe d'articulation ou pivot, bec de préhension ou section de tête avec mâchoire et bord parfois tranchant ? Elle pourrait apparaître, en oubliant l'archéologie égyptienne et d'Asie mineure, comme une dérivation ancienne, a minima attestée par les pinces du dieu forgeron sous l'Etna, Héphaïstos, d'une tenaille droite ou à long mors droit qui exerce un pouvoir pinçant sur une plus large surface, à l'opposé du bec de la tenaille qui ne pince qu'une surface de taille réduite à ses extrémités parallèles. Tout se passe comme si l'extrémité de la tenaille, partie réduite nommée "pince" avait fini en s'allongeant, s'aplatissant ou se complexifiant par désigner diverses gammes d'outils spécifiques pour la forge ou à l'attention de multiples métiers demandeurs au fil du temps.
Les tenailles représentent a contrario une sorte de pince très forte, dont l'axe d'articulation peut être un simple rivet, comportant deux mâchoires recourbées, entre lesquelles on peut saisir ou tenir une pièce, que l'on veut arracher de sa position ou une excroissance qui peut être coupée.
Nous n'avons pas cité les diverses pinces du forgeron, par exemple la pince ou tenaille droite, les grandes pinces à tôle, les becs de cane, les pinces déportées ou croches à mâchoires coudées à angle droit par rapport aux manches, les pinces à riveter à mâchoires plates coudées, etc.
La tenaille coupante, qui comporte des arêtes déterminés par des biseaux formant des angles très aigus, ce qui signifie qu'un serrage appliqué sectionne la pièce métallique ou la matière saisie entre les mâchoires, joue le même rôle qu'une pince coupante droite, plus petite et tenue à une main, et qui présente un aspect de bec similaire.

### Pinces associées aux métiers
Les multiples pinces associées aux différents corps de métiers s'apparentent à des tenailles destinées à saisir, serrer, plier, tordre, couper les objets les plus divers. La pince la plus commune autrefois associée à une forge était une "tenaille de forgeron" servant à maintenir le fer chaud sur l'enclume tout en le frappant. Un forgeron avait soin de ses outils : une pince employée pour la trempe devait être parfaitement sèche. Pour tenir les petits objets travaillé à la forge, le "bec de cane", une pince à mors intérieurement dentés, droit et carré au bout, était préféré. Le râtelier d'un maître de forge, spécialisé dans les armes blanches, à Klingenthal comportait, selon Francoeur, de multiples pinces et tenailles. Les diverses pinces du maréchal ferrant servent à élaborer le fer à cheval, à le poser, à arracher les clous des vieux fers, à couper les bords du sabots du cheval et à préparer la pose nouvelle, mais aussi à retirer les callosités, durillons ou excroissances sèches de sa peau. Un loup désignait un instrument en forme de pince pour arracher les clous.
Le rattrapeur désignait l'ouvrier en métallurgie ancienne qui reçoit, à l'aide de pinces, les barres de fer à leur sortie du train des laminoirs après leur passage entre les cannelures des cylindres. La pince plate des chaînetiers ou fabricants de chaînes, outil de fer de 5 à 6 pouces, composé de deux branches enchâssées qui saisissent et font tenaille, maintient anneaux et chaînons qu'il faut souder ou limer.

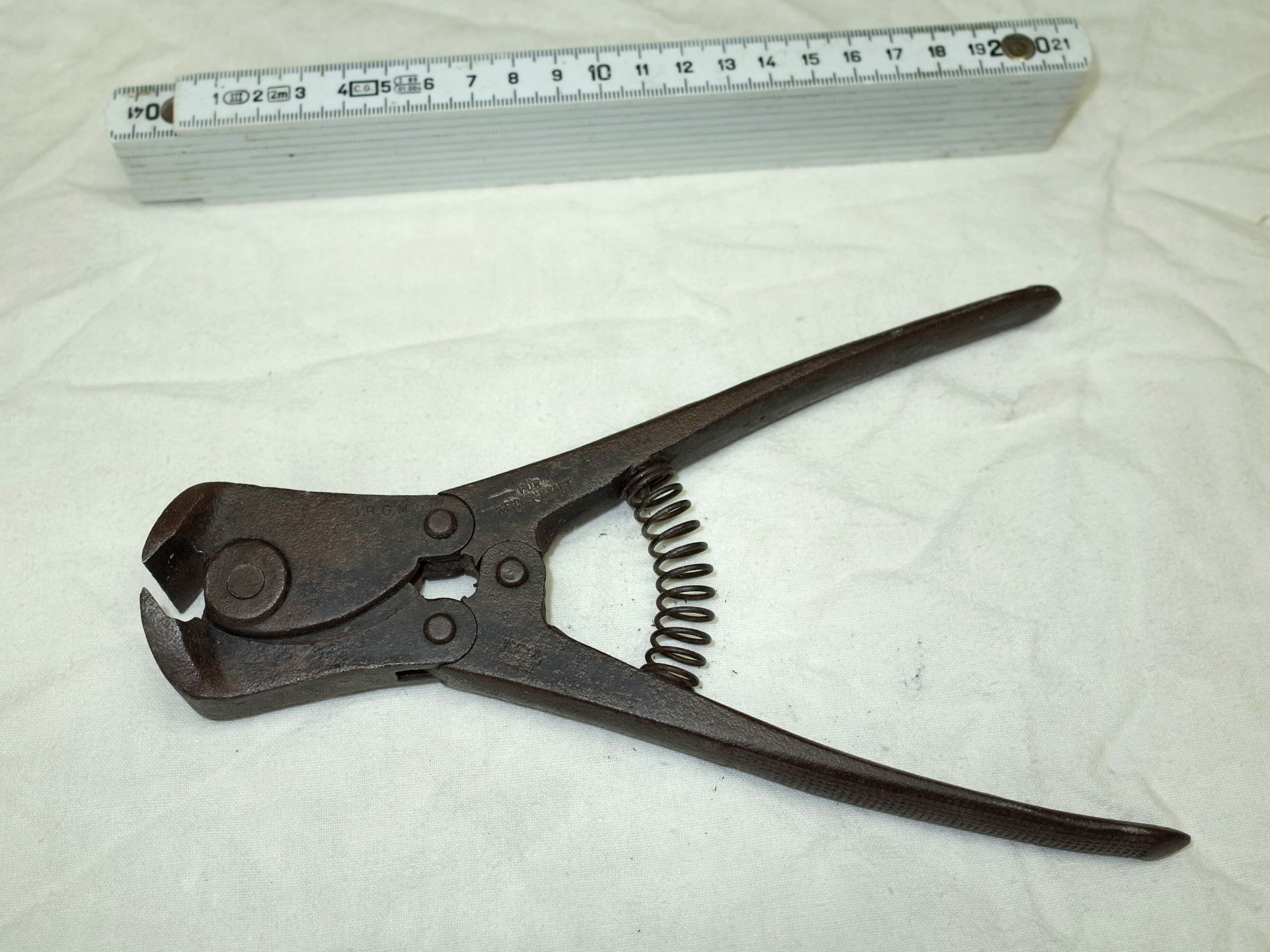
Pince coupante frontale à levier ressort, outil, figurant dans le catalogue d'outils SUDAG en 1925, long de 255 mm, large de 45 mm et haut de 15 à 32 mm, apte à sectionner du fil mou ou peu dur. Une version existe pour fil dur. Une tête plus étroite s'impose pour les rayons de roues de bicyclette.

Le coupe-net en serrurerie représente des pinces tranchantes pour couper les fils métalliques. Les béguettes pour le serrurier est une petite pince à mors plats et striés, pour empêcher le glissement de l'objet ainsi maintenu. Le goulu dénomme des tenailles à fortes mâchoires alors que le harpon est une sorte de pince ou de main de fer servant à saisir les pièces métalliques en serrurerie. La boquette est une petite pince employée par les coffretiers, autrefois fabricants de coffrets. Le mordant correspondait à des pinces courtes et sans branches employées par le fabricant de clous d'épingles. La pince à scie, autre nom de la pince à avoyer, dans l'art de la serrurerie, était une tenaille spéciale qui donne de la voie aux lames de scie. Donner de la voie à une scie, c'est incliner légèrement et alternativement les dents d'une scie, par exemple à droite les dents comptées par un nombre pair, et à gauche celles de nombre impair, à l'aide de la pince appelée "tourne à gauche".
La pince des treillageurs est armée de deux mâchoires servant à saisir le fil de fer pour l'étirer ou le tordre. Sur la partie latérale des mâchoires, se trouve une pince à couper le fil ou les pointes des tringles. Les mâchoires dévoilent un fort renflement qui peut jouer le rôle d'un marteau, utile pour enfoncer les clous.
La pince du tanneur se présentait comme une grande tenaille pour saisir les lourdes peaux mises en rivière. La pince était un outil du sellier pour tendre les cuirs, les cambrer et, ainsi les assujettir, lorsqu'il veut les coudre. Cet instrument, qui peut être de bois ou de métal, se compose de deux pièces : une première longue de 3 à 4 pieds prend en bas une forme arrondie et en haut se termine par un plat, une seconde d'un pied et demi de long s'enclave au milieu de la première par une charnière. L'ouvrier sellier ou bourrelier place l'instrument entre ses jambes et passe le cuir entre les deux pinces, qu'il serre ensuite fortement entre ses genoux. Le trusquin est l'outil de bourrelier permettant de pincer le cuir. Les pinces de cordonnier qui permettent également d'étirer les peaux ou tendre le cuir s'apparentent à des tenailles en fer ayant 10 à 12 pouces de longueur, la tête de préhension de l'outil massive, cubique, dentelée en dedans saisit le cuir que l'opérateur veut mettre sur la forme, après que l'empeigne et les quartiers ont été cousus. Ces dernières pinces sont polyvalentes : la même tête sert au besoin de marteau ou de tenaille.
Le parcheminier tient fermement avec une pince, nommée affiloir, le fer tranchant qui lui sert à râcler le dessus des peaux pour préparer le parchemin. Une pince ancienne peut être en bois : le "gland", encore appelé "mordant", était une pince à mâchoires de bois employés par les parcheminiers ou les fabricants de peigne. Les désertes étaient des forces peu tranchantes, espèces de pince en forme de cisailles, employés par les tondeurs de drap. La pince ou plutôt selon la tradition, "le pince" du drapier servait à couper le velours : un pince est l'outil de l'ouvrier veloutier. La pince de relieur lui sert à serrer les nerfs d'un livre. Le porte-aiguille est une pince de fer servant au gainier à saisir l'aiguille.

### Art du chirurgien et monde médical
Pierre Larousse définit de manière générique et simpliste la pince en anatomie et chirurgie comme un instrument formé de deux ou plusieurs branches, qui sert à saisir, à attirer, à fixer les parties que l'opérateur dissèque ou opère.
L'art de la chirurgie moderne semble avoir hérité des métiers anciens, à commencer par la "pince porte-aiguilles" des artisans du cuir. Du laboratoire anatomique de la Renaissance, il a emprunté la pince à bec corbin ou diverses pinces à disséquer, pinces à dissection parfois de grande taille. Une "pince à dissection ou à ligature", selon le Grand Dictionnaire Larousse, se décompose en deux lames d'acier ou d'argent réunies par leurs extrémités postérieures, s'écartant l'une de l'autre, par leur propre ressort, et se joignant lorsque l'opérateur de la dissection ou vivisection les serre entre les doigts. Ces lames vont en diminuant de largeur et en augmentant d'épaisseur vers leur extrémité libre, massive et épaisse, garnie sur sa face interne de petites dents transversales qui s'engrènent les unes dans les autres lorsque les branches sont comprimées, pour saisir et serrer adéquatement les corps et tissus.
Du maréchal ferrant, autrefois autant soigneur de chevaux ou d'animaux de trait que d'hommes malades, il a gardé, puis perfectionné le davier, pince droite ou courbe, ou encore diverses pinces ou tenailles d'arrachement, des pinces à pansement ou à anneaux, des pinces à échardes voire des tenailles forceps ou des pinces spéciales pour retirer les corps étrangers. La "pince à pansement ou à anneaux", selon le Grand dictionnaire Larousse, est une pince composée de deux branches arrondies, qui ressemblent à celles des ciseaux, si ce n'est qu'au lieu de se croiser et d'être tranchantes, elles sont directement opposées l'une à l'autre et aplaties ou munies seulement de quelques dentelures superficielles. Cet instrument sert à enlever les parties ou pièces d'un appareil de pansement, à nettoyer les plaies, à soulever les parties molles, à enlever la charpie ou porter de la charpie dans le fond d'un foyer pulvérulent, etc. Aujourd'hui existent la pince longuette à pansement, la pince à échardes Feichenfeld à mors pointus, la pince Hartmann pour corps étrangers, la pince nasale de Hartmann, la pince coudée Troeltsch ou pince Troeltsch-Politzer de moins de 15 cm  à usage auriculaire ou ORL, la pince de Lucae légèrement plus grande également employé en ORL avec des crochets d'oreilles, la pince à sinus, la pince de Michel à ôter les agrafes ou à double usage, la pince coupe-bague, la pince de Magill pour intubation, etc.
Le chirurgien de l'Hôtel-Dieu, Nicolas Museux (1714-1783) a laissé son nom à une pince tenaculum ou tenaille intra-utérine, à une pince à césarienne et à diverses pinces érignes, disposant de crochets à l'instar des érignes ou araignées, également employées dans l'art vétérinaire. Selon Pierre Larousse, la pince de Museux est une "pince à anneaux dont les branches sont terminées par quatre crochets qui se regardent et se croisent à leur extrémité de manière à faire l'office d'érigne". Il s'agirait à l'origine d'une pince destinée à la rescision des amygdales.
Notons au XIXe siècle la pince gynécologique de Pozzi initialement conçue pour étudier les tumeurs utérines. Le monde de la chirurgie a aussi inventé quelques instruments, comme la pince hémostatique pour comprimer localement les tissus, la pince à cataractes, les pinces courbes à polypes, la pince de Hunter pour les calculs rénaux, pince qui s'apparente à des tenettes... Les "pinces à polypes" sont formées de deux branches disposées comme celles de la pince à pansement et garnies de manière similaire d'anneaux adaptés à leur face externe. Seulement la pince à polype est plus forte et chaque branche a son extrémité libre, large, mousse, arrondie, creusée en dedans en forme de cuiller et percée de deux petites ouvertures de 9 mm de hauteur sur 6 mm de diamètre. Les bords de cette espèce de cuiller fenêtrée sont garnis de dentelures qui s'entrecroisent avec celle de la branche opposée. La "pince de Hunter" est employée pour extraire les calculs engagé dans l'urètre. La "pince de Civiale" concerne également les opérations de lithotritie. Son usage inventé par Jean Civiale à l'Hôpital Necker avec les principes urologiques de la lithotritie endocorporelle au début de la Restauration est dévoilé, non sans lyrisme, par le lexicologue Pierre Larousse. Pour l'introduire, le chirurgien fait entrer la pince dans la gaine de manière que les branches ne touchent pas l'extrémité et forment un bout arrondi, tandis que vers le talon, elles sont assez écartées pour loger entre elles le bouton du stylet. La vis de pression est serrée, et ainsi montée et huilée, la pince est introduite jusqu'au calcul, derrière lequel les doigts d'un aide se trouvent appliqués sur l'urètre. La vis de pression est desserrée, ce qui fait ouvrir la pince d'où est retiré le stylet et la main gauche du chirurgien remplace celle de l'aide opérateur. "Le calcul se trouve ainsi placé entre deux puissances qui agissent simultanément et en parfaite harmonie".
Les pinces à pression continue, décrites dans le Grand Dictionnaire Larousse, sont des pinces articulées, disposées de manière que leurs branches se croisent et exercent une pression proportionnelle à la force de ces branches. Pour pincer, l'opérateur exerce avec le pouce et l'index une pression sur les branches, ce qui provoque l'écartement des mors de la pince. Il suffit de cesser la pression avec les doigts pour que l'objet soit saisi. Son emploi, précise Pierre Larousse qui a étudié l'instrumentation chirurgicale dans les hôpitaux de Paris de son temps, est commun dans les opérations sanglantes et les injections pour oblitérer les vaisseaux coupés ou rompus. Il en existe, adaptées aux différents volumes. Adaptée à des interventions spécifiques, la pince hémostatique dont l'introduction en médecine et chirurgie doit beaucoup à Eugène Koeberlé, Jules Péan et Théodor Kocher se décline en pince de Péan, pince moustique dite de Halsted, et en pince de Kocher.
Le laboratoire de chimie a influencé diverses pinces de serrage dont dérive en obstétrique la pince de Bar.

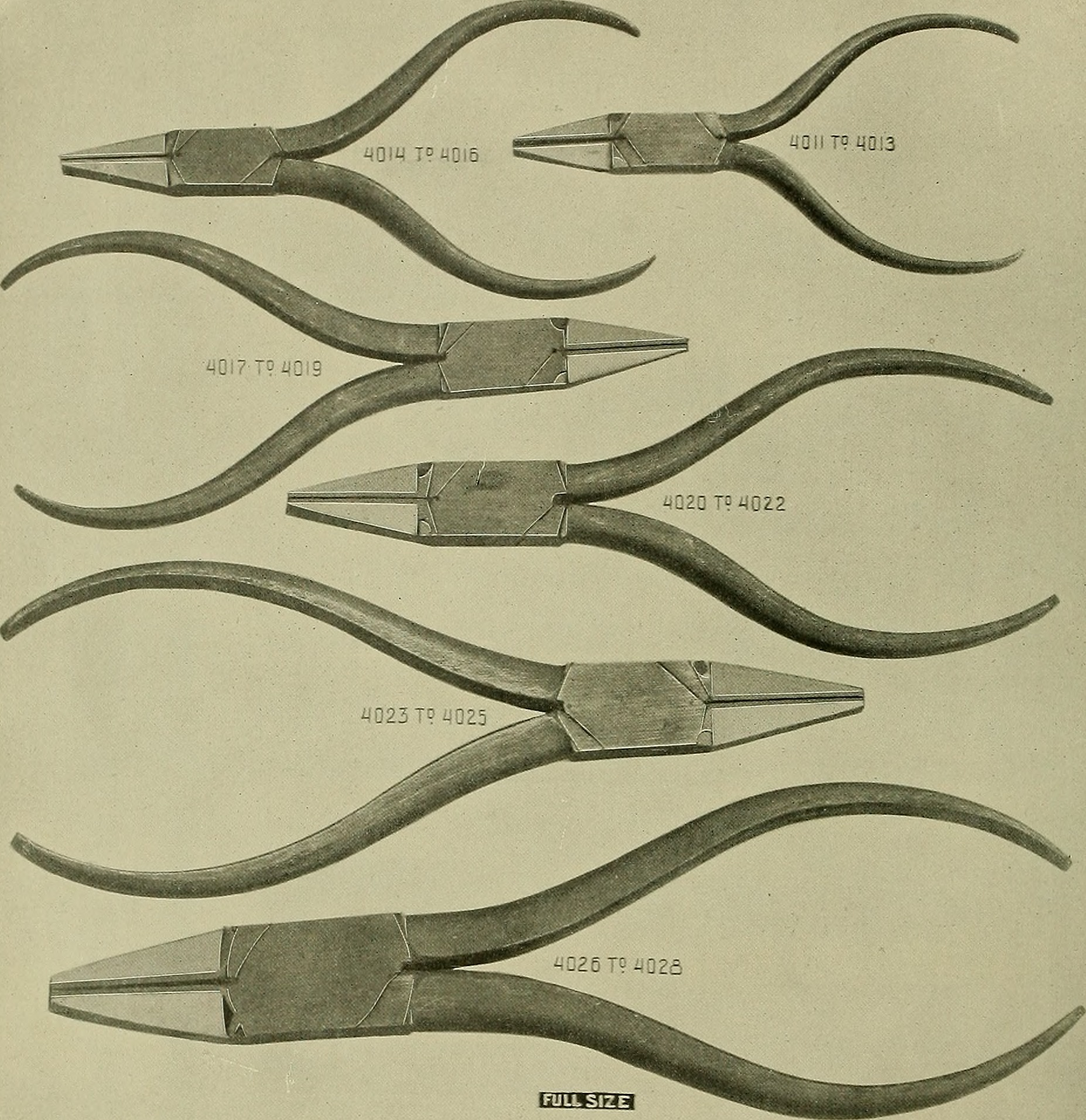
Pinces plates de diverses tailles. Catalogue d'outillage pour bijoutier, horloger ou orfèvre en 1899.

### Mécanique fine ou de précision
Charrons et mécaniciens emploient à la Belle Époque communément pince plate et pince ronde, très connues de 15 centimètres de long, la première le plus souvent à des fins d'arrachage, et la seconde en complément de la première, pour dévisser des petits écrous ou boulons ou pour saisir et maintenir facilement des pièces menues et fugitives.
Les ateliers de petite mécanique utilisent parfois en version diversement miniaturisée ces simples pinces plates ou rondes, mais aussi de multiples et diverses pinces spéciales d'horlogerie souvent à fonction spécifique, par exemple pinces pour aiguilles ou pinces pour bélières (ouverture ou fermeture), pinces coupantes parfois munies d'un ressort pour maintenir sans pression l'écartement des branches, pinces à percer, pinces à souder, pinces à tenir, pinces à tirer (à la main ou au banc), ou encore pinces à fermer les boîtiers de montres, à redresser les balanciers, à enlever les viroles, à couper les raquettes, à prendre les creusets, à rouler les goupilles c'est-à-dire à les tenir lorsqu'on les façonne, à dépitonner ou enlever les pitons, à détamponner les cylindres, et autres pinces pour roue de cylindre, pour crochets de barillet etc. Notons qu'une pince pour aiguilles sert à manipuler les aiguilles de montre délicates, les minutes comme les secondes. Le serrage est assuré par boucle ou coulant, la boucle étant un anneau engagé sur les longues branches de la pince et repoussé aux extrémités. Une pince pour bélières sert à ouvrir et/ou fermer les bélières de montre, c'est-à-dire les anneaux qui les rendent solidaires de leurs attaches. Une "pince à ouvrir" est effilée, elle possède deux branches effilées de formes coniques, adaptées à des bélières de diamètres différents et le serrage de ces branches de manœuvres provoque l'écartement des autres branches et l'agrandissement de l'anneau, permettant l'ouverture. Une "pince de fermeture" montre, sur une des courtes branches, un dispositif d'appui muni d'une rainure concave permettant de reposer la bélière, alors que l'autre branche, arrondie s'applique sur la pièce : le serrage permet la fermeture de l'anneau ou bélière. Le bout des becs des pinces à percer les métaux portent un dispositif de poinçon en correspondance avec une matrice, qui lorsqu'on sert la pince, s'engage ou s'emboîte de façon exacte et précise. Il existe autant de pinces à percer que de dimensions et de formes possibles de l'accouplement poinçon/matrice. Un pince à percer sommaire peut devenir une pince à trouer par effet de pression, si une pièce est interposée entre les becs. Ainsi certaines pinces à percer peuvent réaliser des trous spécifiques, nommés yeux, nécessaires au montage des ressorts de montres. Signalons que les "pinces à tenir" sont établies pour serrer les différents organes ou pièces d'horlogerie, par exemple les bagues, les roues d'engrenages ou de cylindres, l'arbre des barillets etc. 

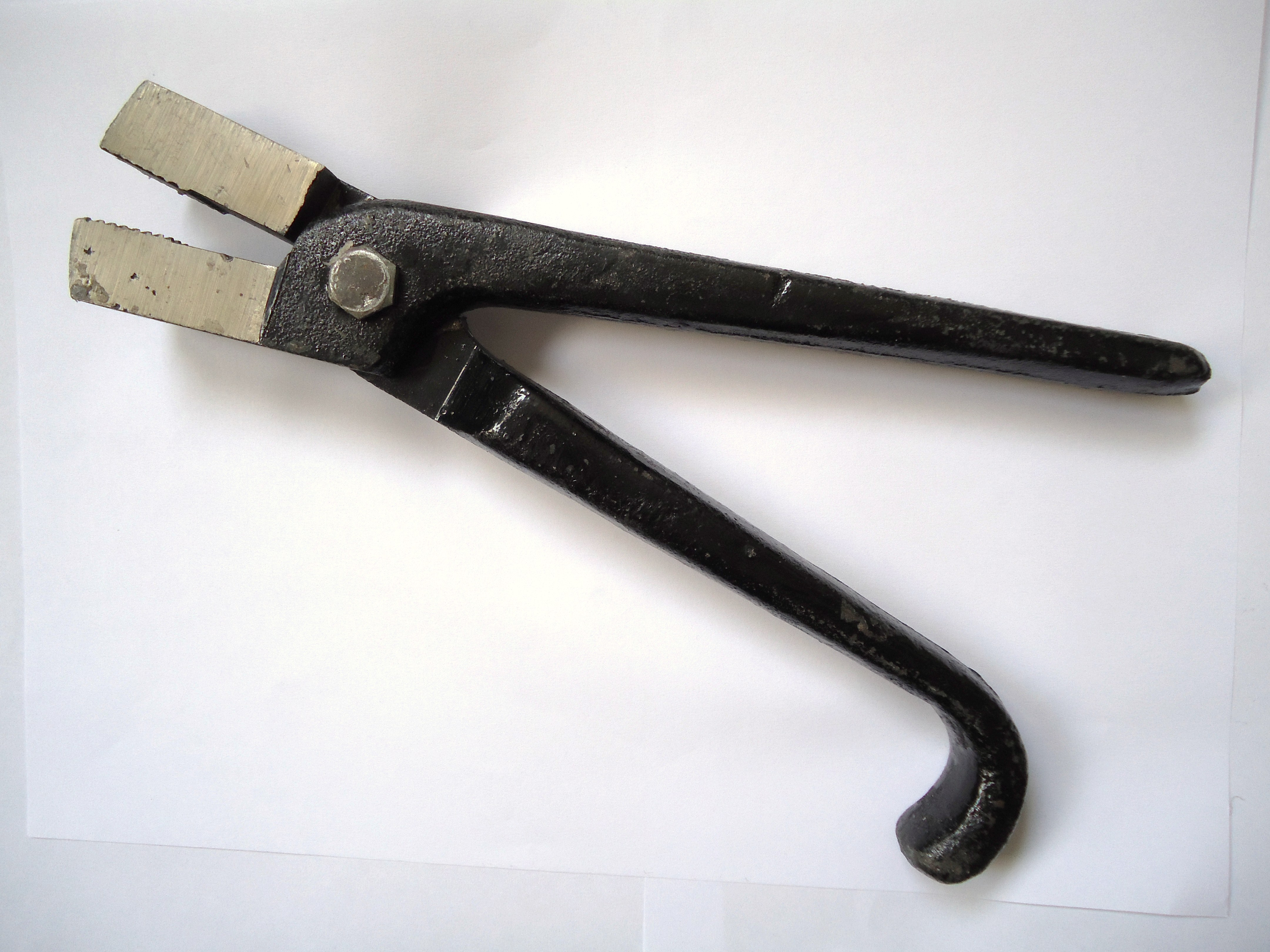
Pinces à tirer appartenant à un bijoutier brésilien. Ces pinces tirent les fils de métaux précieux (or, argent etc.) à travers les trous des filières.

Les "pinces à tirer" servent à serrer des fils métalliques modulables, que l'on fait passer à travers des trous de filières pour leur donner une section de forme déterminée et régulière. Si l'effort est simple ou faible, l'étirage à la main ne nécessite qu'une pince comportant deux branches recourbées en bout. Un serrage facile des branches, un anneau étant appliqué contre celles-ci, implique alors celui de la pièce pincée ou saisie entre les mâchoires. En cas d'effort important, l'étirage des fils doit s'opérer au banc, avec des pinces solidaires d'un banc d'outil à tréfiler. Les pinces à tirer au banc dévoilent des branches recourbées, dont les extrémités reçoivent un anneau, parfois triangulaire, assurant le serrage. Leur usage est conjoint à celui des filières à tirer, composées de plaques d'acier comportant des séries de trous différents, filières répertoriées selon leurs sections, leurs dimensions, appliquant au fil à étirer des formes diverses : cylindriques, carrés, triangulaires, demi-ronde, en losange, trèfle, étoile etc.

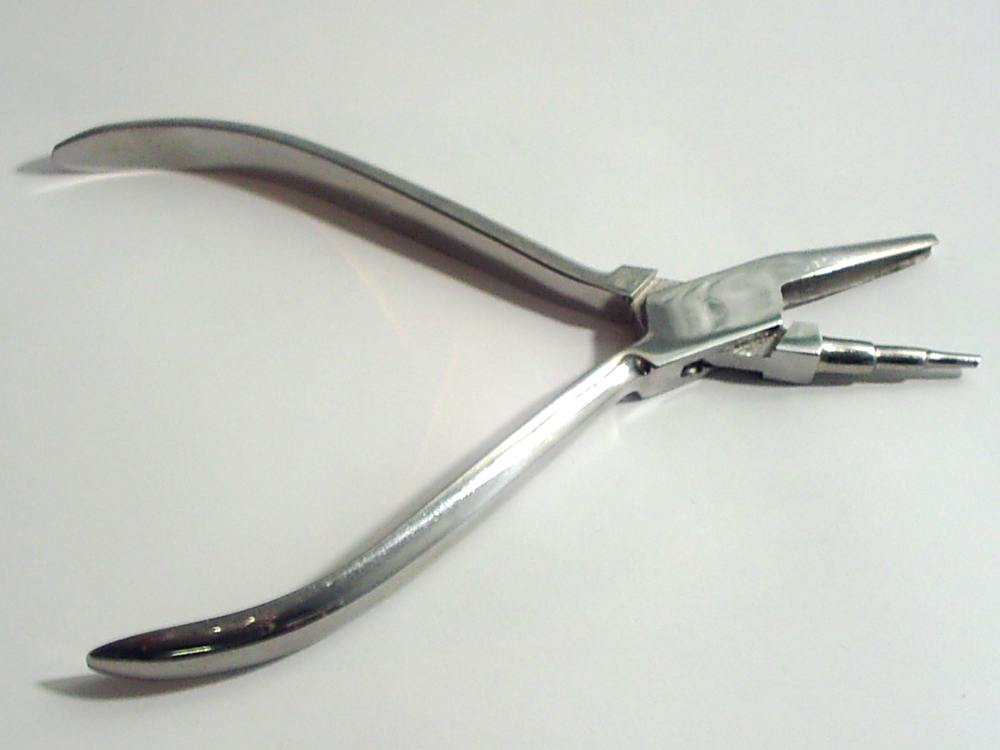
Pince de bijoutier ou joaillier dite à nervures, puisqu'un bras formant partie du bec est un cylindre à nervures. L'autre bras du bec est une forme concave englobante.

Il existe aussi des pinces spéciales et délicates, nommées presselles ou brucelles, constituées par deux lames plates réunies à une extrémité, et qui, à l'autre bout, s'écartent légèrement par effet de ressort, du fait de l'élasticité du métal. Les pièces de petite taille ou de dimensions réduites sont saisies et manipulées, parfois à l'aide de loupes optiques, par ces bouts de pinces typiques d'horlogers, souvent en forme de pointe. Ces petites pinces en gamme étendue selon la taille et les formes du bec, de la lame ou du dos, et ainsi en nombre considérable dans l'atelier de petite mécanique, font partie de l'outillage des horlogers et bijoutiers. Les becs peuvent être : plats, larges ou étroits sur les faces internes, ou encore creux recourbés, en particulier à crochets (spiraux), à fourche en forme de botte, avec entailles pour enlever les aiguilles. Les dos des becs ou des bouts de lames peuvent être arrondis ou taillés en biseau. Pour un gain de légèreté, les lames sont ajourées, donnant naissance à des "presselles squelettes" pour manipuler les spiraux. Il existe pour des raisons de polyvalence, des brucelles doubles, c'est-à-dire des lames rendues solidaires au milieu de leur longueur, par exemple avec une extrémité portant des becs pointus et l'autre extrémité des becs plats. Il existe aussi des brucelles à enlever les pitons, des brucelles à souder soit à becs ronds, à becs plats, avec spatule, à glissières etc., des brucelles coupantes pour petites goupilles, des brucelles à pierres, munie parfois d'une petite pelle pour prendre les pierres fines.
Les brucelles sont, en dehors de la mécanique de précision, ces sortes de petites pinces à ressorts employés par de nombreux corps de métier : fleuristes, typographes. Sont aussi dénommées brucelles des pinces très fines qui permettaient d'enlever les impuretés moulées dans la pâte à papier, dans les anciennes fabriques de papier. Dans les manufactures de draps, les épincettes étaient des sortes de petites pinces à branches très effilées employées par les épinceteuses à l'opération d'épincetage, c'est-à-dire consistant à épinceter les draps, en enlevant les nœuds et les corps étrangers, qui restent à la surface de l'étoffe après le dégraissage. Les épincettes se présentent comme deux bandes d'acier plat, assez larges, formant ressort. Ces deux bandes sont liées ensemble par une extrémité à l'aide de deux goupilles rivées, et l'autre extrémité pliée en cercle forme une mâchoire tranchante si les doigts de l'épinceteuse la serrent. Les garcettes étaient également des petites pinces à épinceter le drap.

### Chimie, verrerie et art céramique, gaz et électricité
En chimie, la pince, élément d'appareillage autrefois en bois ou métal, aujourd'hui en matériaux plastique, céramique ou en alliage adapté, peut être décrite en instrument de forme variable, servant à tenir, maintenir, voir saisir les appareils de laboratoire : coupelles, creusets, burettes de Mohr, matras, réacteurs et son montage, tube de reflux, colonne de distillation, lit fluidisé etc. Notons encore le mâche-bouchons dans la catégorie des instruments de laboratoire, une sorte de pince à mors courbes et dentelées ou striées, servant, par l'action d'une pression, à ramollir les bouchons afin de faciliter leur introduction dans le goulot des flacons. La pince thermoélectrique était un appareil permettant d'évaluer la température des différentes parties d'un corps.
Les chimistes se servent encore de pinces pour placer ou sortir des creusets du four, mais ce ne sont point les grandes pinces de fondeur, "tenailles" à long manche permettant de saisir et transporter le creuset de métal en fusion jusqu'au moule. L'etnette désignait la pince employée par le fondeur, fabricant de laiton, pour disposer les creusets dans le fourneau. L'attrape en fonderie, notamment de table de cuivre, est une pince à long embout coudé, employée pour retirer du fourneau les creusets qui se sont cassés. La happe est la tenaille du fondeur pour retirer le creuset du feu. Les techniques influencées par le génie chimique depuis le début du XXe siècle privilégient les procédés continus, facilement à interrompre, aux anciens procédés séquencés en batch, avec charge et recharge discontinues. Quelques pinces sont préservées aux musées.
Les verriers connaissaient la grande pince et la pince à élocher, long levier avoisinant trois mètres, avec lequel, dans les fabriques des glaces coulées, l'opérateur du four détache les cuvettes de leur siège quand elles s'y trouvent accidentellement fixées, soit par du verre fondu, soit par la fusion d'une portion de la terre en contact au fond des cuvettes. La grande pince est un grand levier de fer au moyen duquel, dans la même fabrication verrière, l'opérateur soulève les cuvettes pleines quand on veut les prendre, avec le chariot à tenailles, pour faire la coulée. Les morailles sont des tenailles en fer ou en bois pour allonger les cylindres de verre avant de les ouvrir. Le ferre désigne une variété de pince servant à façonner le goulot des bouteilles en verrerie. Le verbe "fionner" signifie amincir un verre en cours de fabrication manuelle avec une pince. En verrerie, les embrassoires sont des sortes de tenailles à mâchoires très cintrées, avec lesquelles on saisit un creuset pour le retirer du four. Les "moustaches" sont des pinces à longues branches avec lesquels le doreur retire les pièces du four. La griffe représente les tenailles spécifiques à poignée de bois du doreur. La troussoire est la pince d'émailleur et les tenettes leur petite tenaille spécifique. La bercelle est une pince employée par l'émailleur pour tirer l'émail de la lampe.
Les pinces à gaz, ancêtres des pinces à tube, permettaient le vissage et dévissage des tubes et des becs de gaz. Entre les tiges aplaties formant un bec épais et allongé, elles comportent une ou deux courbures rentrantes symétriques, dont les faces intérieures sont pourvues de stries mordantes, permettant de tenir, sans le faire glisser, le tube à visser, selon un ou deux diamètres différents adaptés aux trous latérales de la pince.

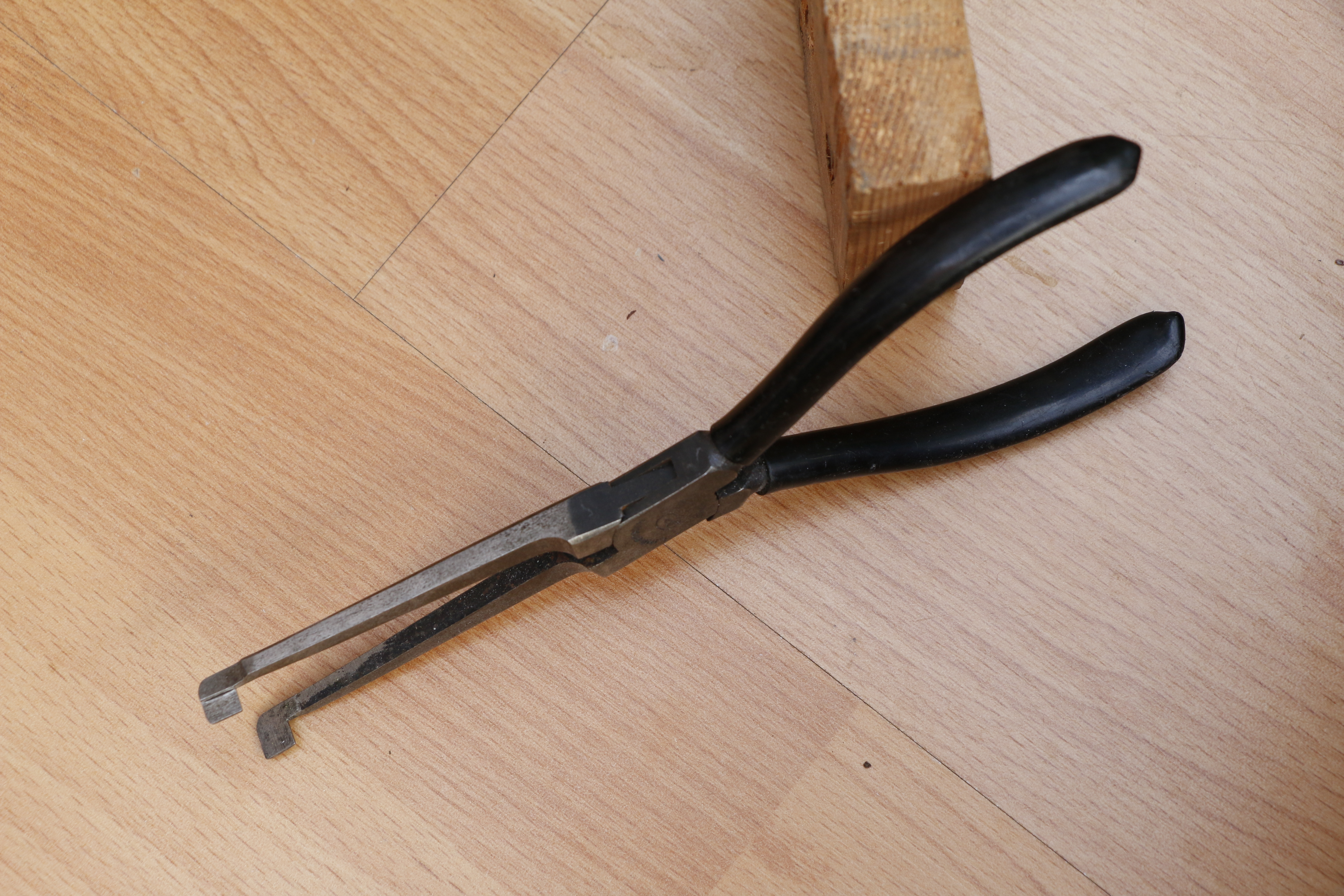
Pince à bec long et à embouts symétriques de section plate, pour régler en électromécanique les frotteurs et les jeux de ressort des relais.

Les pinces employées au montage électrique présentent des manches garnis de manchons d'ébonite ou de caoutchouc, isolants électriques. Quelques pinces à bec effectuent un serrage parallèle, alors que d'autres pinces sont adaptées à tirer du fil métallique destiné à être calibré ou sortant de filière déterminant une section de fil. Ces dernières pinces saisissent parfaitement le fil, et présentent des formes différentes selon le tirage, ainsi les pinces à tirer à main et les pinces à tirer à banc, actionnées mécaniquement, comme leur nom l'indique, et munies d'un anneau triangulaire servant à tenir le fil serré entre les branches. L'électricité conquérante parfois avant la Belle Epoque a imposé une multitude de pinces. Citons par exemple en télégraphie :
- la pince à torsades, sortes de mâchoires pour tordre les fils télégraphiques, et exécuter les jonctions et ligatures.
- la pince à raccordement, qui permet de réunir les fils et assure leur attache sur les supports isolateurs.
- la pince à cavaliers, qui arrêtent les fils sur les tables de manipulation d'un poste télégraphique.

Notons que la pince à oreilles en électricité est une sorte de serre-fils à écrou. Plus tard, le développement des installations électromécaniques a nécessité d'autres pinces élaborés, ainsi par exemple les "pinces de réglage des frotteurs". On se sert pour régler l'appareillage de la pince, soit en appliquant une traction latérale au long du ressort pour générer un profil incurvé, soit en pliant la base du ressort, pour imposer la tension nécessaire à la levée du bloc.

### De l'outil au dispositif
La définition peut quitter le champ de l'outil classique et correspondre à une pièce ou à un dispositif. Le serrurier nomme "pince" une bande de tôle repliée qui maintient deux pièces l'une sur l'autre par pression. Les pinces à plomber sont des mâchoires entre lesquelles sont placés les petits disques de plomb servant à sceller une fermeture. Pour l'art ancien du monnayage, le posoir est une sorte de pince pour poser les flans à l'endroit où ils doivent être frappés. Le porte-charbons correspond à des pinces qui maintiennent les crayons de charbon dans une lampe à arc. Associé à une machine outil, le porte-éponge est une pince qui porte l'éponge avec laquelle l'ouvrier tourneur mouille de temps à autre le métal tourné et travaillé. Dans les bureaux centraux des premiers services téléphoniques, le pince-oreille (sic) est un dispositif formé d'une lame d'acier flexible, dont l'opérateur s'entoure la tête, pour maintenir en applique sur ses oreilles les récepteurs téléphoniques dont il a la responsabilité. Tout se passe comme si la pince, outil, instrument ou dispositif de préhension, permet d'éviter le recours à la main ou le secours de la main, pour de multiples raisons.
Le grip était une pince à mâchoire fixée au châssis d'un wagon, de façon à serrer le câble de traction, dans un chemin de fer ou tramway à traction funiculaire. Les étaux en bois étaient souvent appelées "pince" ou "serre". Ainsi la marotte, sorte de chevalet, également nommée "selle" ou "chaise à tailler", mettait à disposition du tonnelier un étau pour maintenir solidement la douve. Le cuivrot en horlogerie était aussi un outil en forme de pince servant à maintenir les pièces à travailler. L'étau à main est une petite pince manuelle, qui permettait de limer une foule de petits objets. La filasse, filaments grossiers de chanvre et de lin, était pour obtenir le fil, daguée, c'est-à-dire battue tout en étant suspendue à des pinces mobiles. La mordache désignait la pince de la machine à peigner le lin, dans les manufactures textiles linières. Pour l'art du tissage traditionnel, le clou est une cheville ou pince de fer dont les tisseurs de basse lisse se servent pour faire tourner les ensouples. En mégisserie ou pour l'art du corroyeur, le valet est une pince à ressort pour fixer les peaux ou le cuir sur le paroir ou encore la table. En ce qui concerne les pinces de fixation, il n'est pas évident de les définir en outil, instrument ou dispositif surtout si elles se manipulent ou se placent de façon manuelle.

## Pince primitive ou de premier genre: une barre
Une pince peut désigner en français une simple tige ou barre d'acier, qui, posée sur un support ou enfilée dans une fente, sert souvent de levier.

### Barre à embout diversement aplati ou aminci à fonction de levier
Elle devient un levier efficace si une de ses extrémités est aplatie et/ou fendue en pied de biche. Le pied-de-biche est bien une pince au sens premier. La pince à décoffrer sert à arracher les clous. Dans le Morvan, la pince désignait une barre de fer dont l'extrémité est taillé en biseau et qui sert à diviser les quartiers de roches. La pince-monseigneur ou un monseigneur, des voleurs de Balzac, mieux qu'un simple pied de biche, servait à forcer porte, fenêtre ou porte de coffre-fort autrefois.
La pince de carrier ou encore la pince de paveur, barre de fer aciérée et pointue, servent à déplacer ou soulever isolément, respectivement pierre ou vieux pavés à remplacer. La "pince des carriers" est une barre de fer arrondie, d'une longueur avoisinant 1,5 mètres et aplatie à l'une de ses extrémités : elle s'utilise comme levier pour détacher ou déplacer des quartiers de roches. C'est pour entrer dans les joints de pierre que l'une de ses extrémités est taillée en biseau. Ce type de pince, encore dénommée "barre à mine" de façon populaire, sert aussi aux mineurs du génie. Ces derniers professionnel avertis distinguent la pince simple, la pince à talon, la pince à pied de biche et la pince à main. Les trois premières sont dénommées selon la figure de l'extrémité, la pince à main porte en son milieu une sorte de nœud qui arrête le glissement de la main. Le pinceur était le nom du contremaître des bardeurs qui s'occupait de diriger, au moyen de la pince, les mouvements de la pierre sur le bard. Dans les carrières également, où le vocabulaire est commun, le pinceur était un chef d'équipe qui dirigeait avec sa pince le transport des pierres, par exemple des pierres de taille, amenées sur le dépôt.
La pince de poseur de chemin de fer était et reste un levier de fer pour soulever les rails des voies ferrées et enlever les vieux crampons détériorés. Le manœuvre qui aide l'ouvrier poseur de voie s'appelle le pinceur car il possède une pince de portage. Le ripage est l'action de déplacer la voie, sans la démonter, à l'aide d'une pince à riper. Les pinces à riper permettaient autrefois le dressage des voies de chemins de fer.
Pour les ouvriers des voiries, une pince est également une grande barre d'acier d'environ un mètre cinquante, dotée d'un bout aplati, servant principalement à déplacer les plaques d'égout et autres plaques de voirie. Ces plaques possèdent des orifices rectangulaires dans lesquels on insère la pince, à l'aide de laquelle on fait levier pour dégager la plaque. De la même façon une pince pour les carriers est le même outil, servant à déplacer, voire fendre des pierres ou des roches.

### Barre de construction de chapiteau
Une pince est aussi une barre d’acier d’un peu plus d’un mètre à bout aplati. Elles sont enfoncées dans la terre tout autour d’un chapiteau, à l’image des piquets d’une tente, et sont utilisées pour accrocher les sangles qui tiennent les mats extérieurs et la bâche.

## Instruments ou objets usuels
Il existe de nombreux petits instruments ou objets utiles, autrefois communs dans une maison bourgeoise, qualifiées par le terme pince(s). Selon le dictionnaire Larousse, l'instrument est formé de deux branches qu'on rapproche l'une de l'autre pour saisir, ou que l'on serre l'une contre l'autre pour maintenir quelque chose en place, à l'exception de la pince à linge, petit instrument de l'équipement ménager, formé de deux branches maintenues par un ressort, qui sert à suspendre le linge.
Citons par exemple :
- la pince à linge

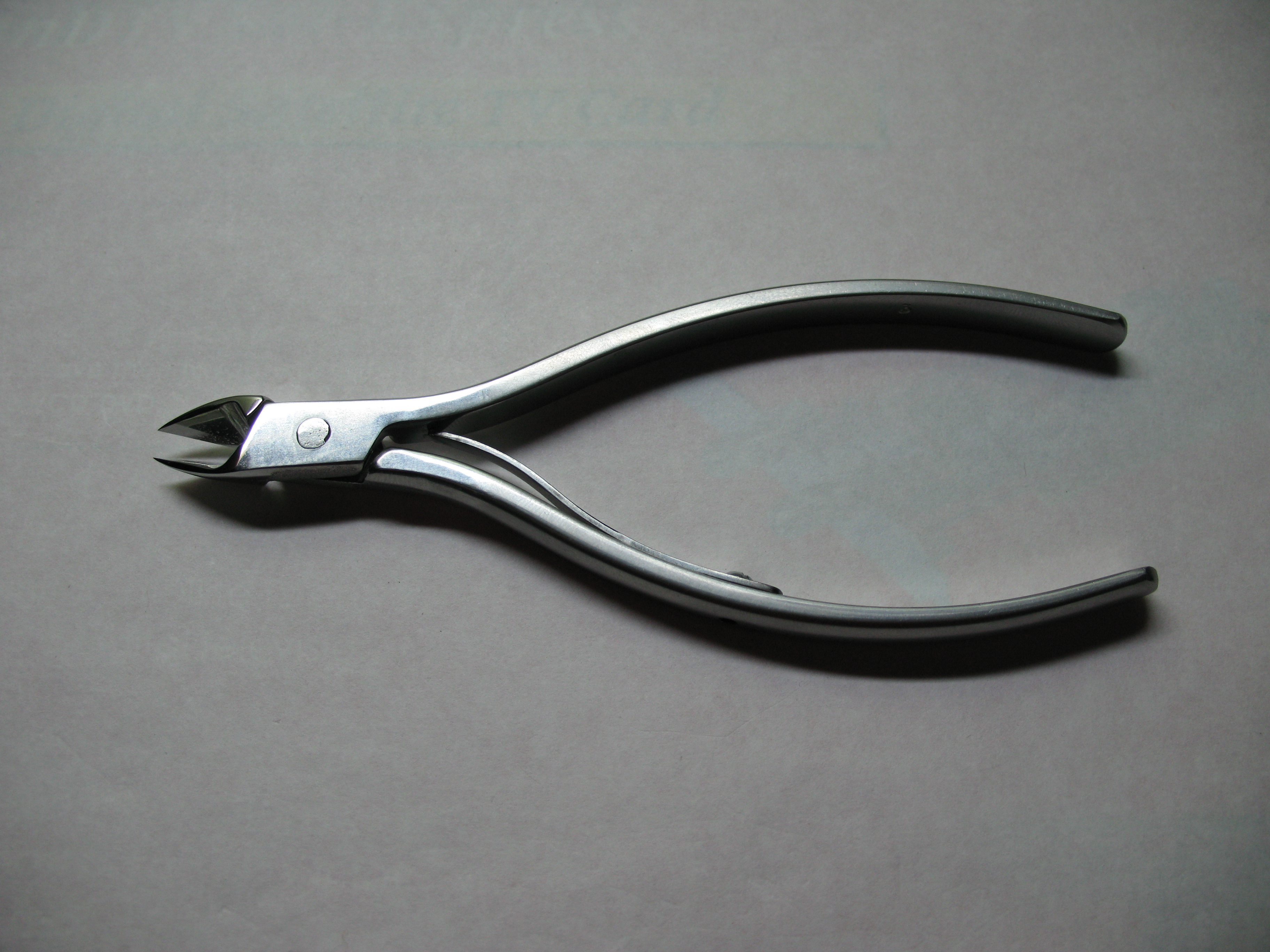
Pince à cuticule en acier inoxydable.

- la pince à cravate, des pince-jupes
- la pince à braises de la repasseuse
- la pince à sucre, la pince à champagne, la pince à glaçons ou la pince à thé, la pince à escargot ou la pince à asperges de la ménagère associée au service de table. Notons l'association ternaire fourchette/cuillère nommée "pince plate, pince ronde ou pince pelle" dans le service à l'anglaise.
- la pince à tarte, pince à chiqueter ou pince-pâte en cuisine
- la pince à épiler ou les brucelles sont des variétés de pinces plates. Un pince à épiler, comme son nom l'indique, est conçue pour arracher les poils.
- la pince à ongles est une pince cintrée pour couper les ongles ou cornes. Une pince à cuticule est employé en manucure, pour tailler et prendre soin des cuticules des ongles.
- la pince à écharde ou à épines, dans la trousse de soin.
- le pince-nez, sorte de bésicles à ressort qui tiennent sur le nez[74].
- la pince-bougie
- le porte-bloc ou planchette à pince
- la pince à dessin ou pince à papier, proche de la pince-notes ou du pince-billets, qui sont des pinces à large bec permettant de fixer divers papiers.
- le fermoir pince de homard
- la pince à vélo ou pince de bicyclette, qui sert à serrer le bas du pantalon contre les chevilles, le pince-narines pour plonger la tête sous l'eau.
- le pince-roue pour maintenir sa bicyclette ou la garer etc.

La chasse et la pêche, dans leurs versions légales, autorisaient des piégeages efficaces, avec la "pince d'Elvasky", véritable lacet à ressort pour saisir par détente les pattes ou le cou des oiseaux et la "pince à poisson".
La pince à noyés, avant la généralisation des plongées, était un instrument conçu pour extraire les noyés du fond de l'eau. Elle consiste en une longue perche terminée par deux pièces de fer ayant à peu près la forme et le disposition des branches d'un forceps.
En agriculture, élevage et horticulture, il existe aussi des pinces spécifiques :
- la pince à éclisses pour le drainage des terres sablonneuses.
- la pince ou tenaille de coupe pour les arbres, arbustes ou autres rejets ligneux. Pour prendre les rejets du palmier-dattier, la pince à djebars.
- le pince-sève du jardinier, la pince à fausset du vigneron
- la pince à chardon
- la pince de levage, autrefois une simple mâchoire pour saisir un sac fermé et le hisser au grenier, à l'aide d'une poulie.
- la pince à tatouer sert à marquer les animaux d'un troupeau, en imprimant sur leur oreille une trace indélébile. Une forme courante autrefois consiste en deux branches analogue à celles d'un sécateur, séparées par un ressort. Celle qui imprime porte un cylindre en étain tournant librement sur son axe et armé d'aiguilles figurant des chiffres, l'autre branche, véritable support aplati, est recouverte d'un cuir épais[30]. L'animal à marquer est immobilisé ou attaché, l'oreille choisie est pincée entre les deux branches, avec la face interne de l'oreille soumise au marquage par les aiguilles du chiffrement. La partie marquée est frottée avec un mélange de poudre à canon et de vinaigre, ce qui laisse une trace du chiffre indélébile.
- la pince-mouchette ou pince-narines des bœufs
- la pince à castrer dénomme parfois Burdizzo, la pince à casseaux etc.
- la pince à fagots. Mais cette dernière pince de levage peut être considérée comme un dispositif à deux branches, suspendu à un appareil de levage, agissant parfois en ciseaux pour soulever la charge à lever. Il est possible de la ranger dans la même catégorie que les grosses pinces à rondins ou autres énormes pinces à grumes, des exploitants forestiers ou des scieries.

La "pince ramasse (...)" ou pince de ramassage d'objets divers, d'emballages, de déchets, de détritus, d'ordure etc. peut être appréciée dans les services de voirie, d'entretien de propriétés immobilières ou de parcs et jardins publics. Parfois rétractable ou à fonction télescopique, et souvent flexible ou pliable, ce long outil de préhension permet aussi à une personne peu mobile ou handicapée d'éviter de se pencher ou de tomber, pour saisir l'objet souhaité. Elle permet par exemple de ramasser divers déchets (papiers, cartons, plastiques, canettes Al, verre etc.) jetés dans les jardins publics, plans d'eau ou parterres de fleurs sans piétiner, se mouiller ou se salir.
Diverses pinces restent associées à des activités précises, souvent utiles, ou associées à un marquage du corps, parfois simplement pour l'exhibition : 
- "pince banane" pour tenir ou regrouper les cheveux longs, souvent au niveau de la nuque, pince décorative à l'origine qualifiée par sa forme.
- Pince-nez en sport et médecine, forme actualisée de l'ancien "pince narines",
- pince à sein ou diverses pinces ou autres clips de fixation temporaires sur des parties du corps humain (oreilles, nombril etc.), à moins que la pince clamp ou une "pince snaptile" stérile ne soit employée pour réaliser des piercing etc.

## Arts et Métiers, mécanique générale et machine-outil

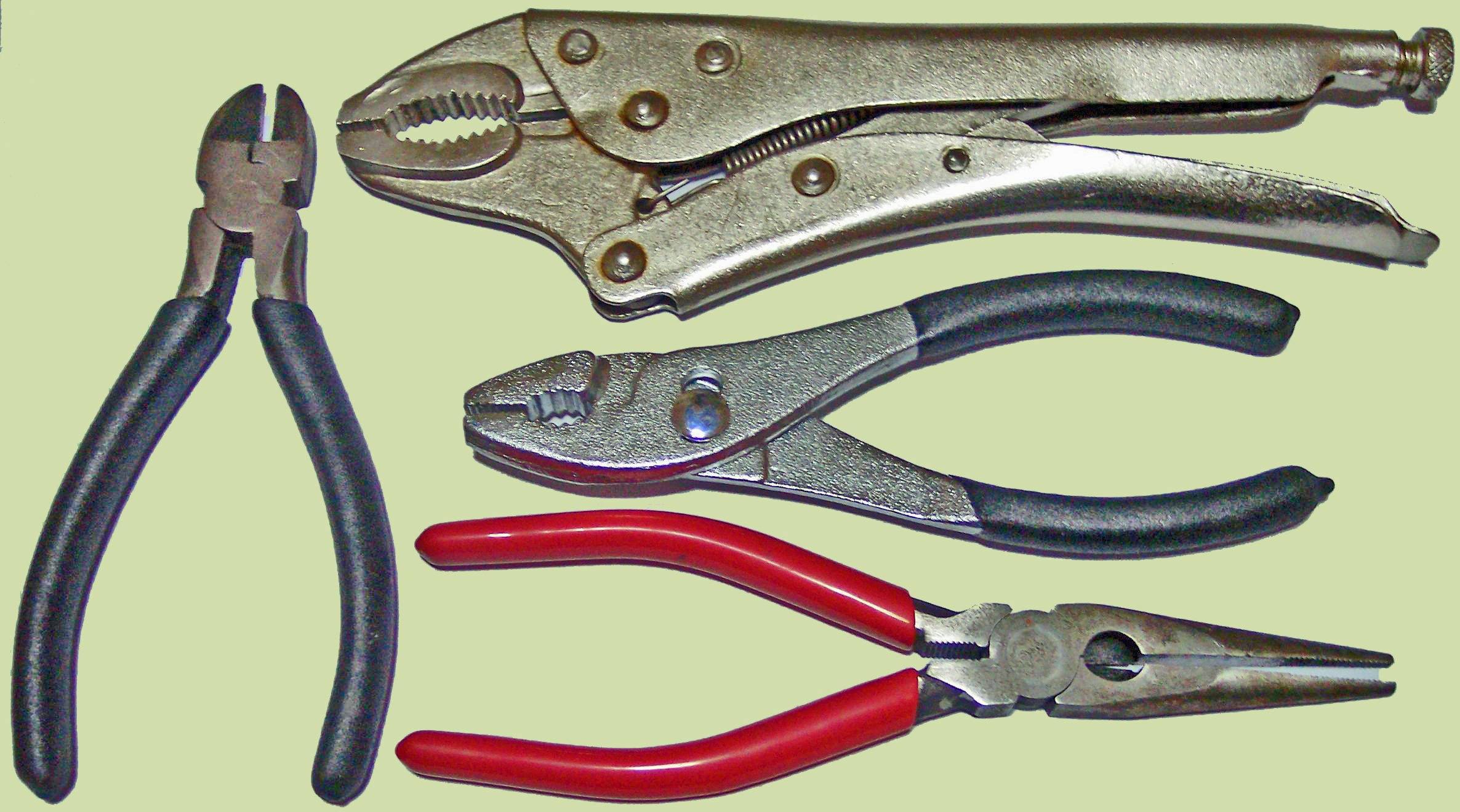
Quatre pinces de l'outillage manuel : grosse "pince-étau" étalée en haut, au-dessus d'une pince universelle et d'une pince à long bec tourné à l'inverse des deux premières, en position transversale une petite pince à facette diagonale, probablement coupante.

### Des outils nommés "pince"
Plus particulièrement en mécanique, mais aussi dans un grand nombre de métiers manuels, le mot pince permet de dénommer un outil manuel pour assurer prise et serrage, formé de deux branches ou "jambes" reliées par un axe d'articulation ou une pièce flexible, et se terminant respectivement par deux mâchoires formant une tête, un bec ou un "nez", qui assurent ou non un tranchant. La pince une fois accrochée à l'objet ou agrippée à la matière peut effectuer soit un mouvement spécifique, par exemple de traction, de glisse, de torsion, de pivotement, de tournoiement, d'ajustement ou de dégagement, de bouclage, de pliage, de raclage soit une déformation radicale par pression, par exemple une action de courbure, de marquage, de perforation, de sectionnement ou de coupe nette. L'emploi fréquent dans les espaces restreints et confinés explique la forme précoce des deux branches, à poignées courbées, destinée à réduire la fatigue de l'opérateur en assurant au mieux la saisie et l'alignement ergonomique de la force mise en œuvre avec son bras et sa main. Il s'agit ici de prévenir ou au mieux de retarder le syndrome du canal carpien, qui survient souvent après un long usage continu des pinces et autres outils de mécanique, comme aussi par le simple port répété de charges, avec les mains.

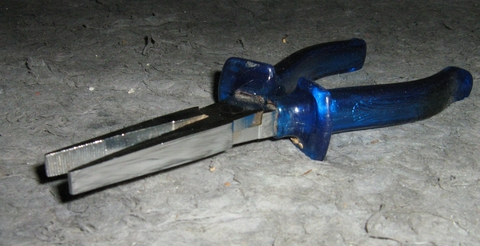
Pince à bec plat avec poignée isolante sur un chantier du bâtiment, 2010.

Divers classements selon les fonctions exercées ont été proposés : 
- préhension : pince à bec (court, long, effilé, coudé, courbe, plat -pour pince plate qui serre, presse, retient, tire sans couper-, demi-ronde ou ronde), pince à mors, pince multiprise, pince et clef multiprise, pince perroquet, tenaille russe, tenaille de menuisier, pince crocodile, pince à crémaillère etc.
- coupe : pince coupante (droite, diagonale, longitudinale etc.), pince tranchante à bords perpendiculaires ou pince à embout coupant, pince cisaille (à tôle), coupe-tout, pince à dénuder (coupe partielle en surface), coupe-boulon parfois communément nommée pince monseigneur, pince coupe-câble (métallique), coupe-tube
- pliage, torsion ou déformation (parfois asymétrique) : pince à cintrer, pince à former.
- pression ou compression : pince à sertir, pince à circlips[78]
- opération spécifique, parfois monospécifique : pince clef, pince à riveter, pince agrafeuse, pince perforatrice, pince à dénuder, pince à décaper, pince à dégainer, pince à poinçonner, pince de réglage, pince de précision ou brucelles (à bec pointu ou rond, droit ou coudé) pour manipuler des petits éléments délicats (fines pièces d'horlogerie ou pièces de modèles réduits, composants électroniques etc.), pince emporte-pièce, pince étau, pince cheville (métal, plâtre etc.), pince croisillon, pince à collier, pince de collier de fixation, pince à œillets (éventuellement magnétique), pince à lambris, pince pour tuile, pince à expansion, pince à grillage, pince à emboîture, pince à ressort, pince à coller, pince à siphon multiprise, pince téléphonique, pince à border, pince à manchonner etc.

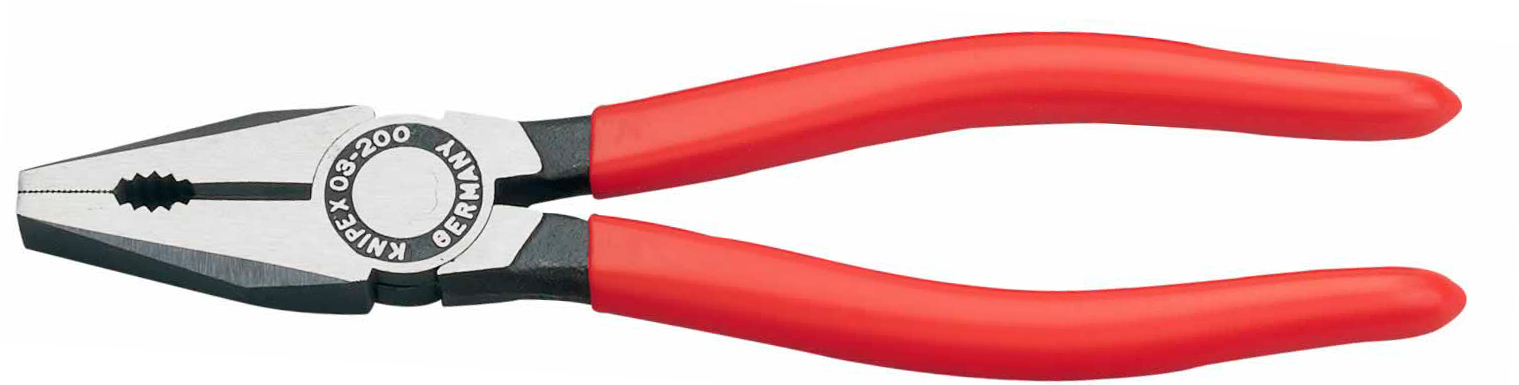
Pince universelle.

Mais ils ne sont guère qu'un jeu d'esprit, car les diverses fonctions discriminées sont souvent associées. Par exemple, la pince universelle correspond à la double fonction de préhension et de coupe, aujourd'hui à la fois pince plate, pince coupante et pince à tubes.
Il existe un grand nombre de pince(s) correspondant à des fonctionnalités et des usages. Voici une liste classique de pinces de l'outillage à main.
Catégorie des pinces de préhension

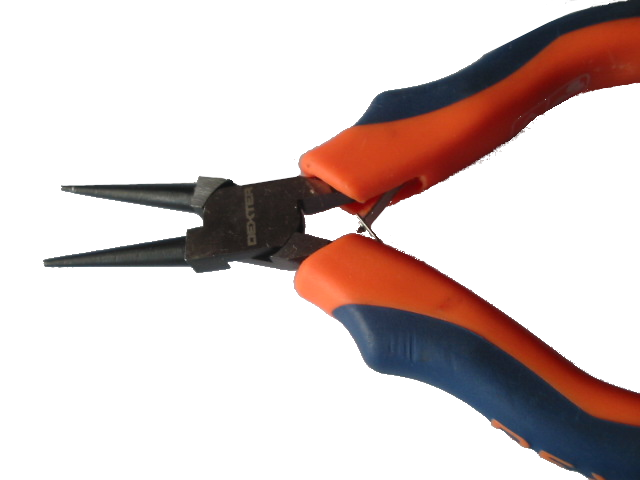
Pince à bec rond et à embout effilé d'électricien, catégorie paradoxale en anglais des "round-nose and needle-nose" pliers.

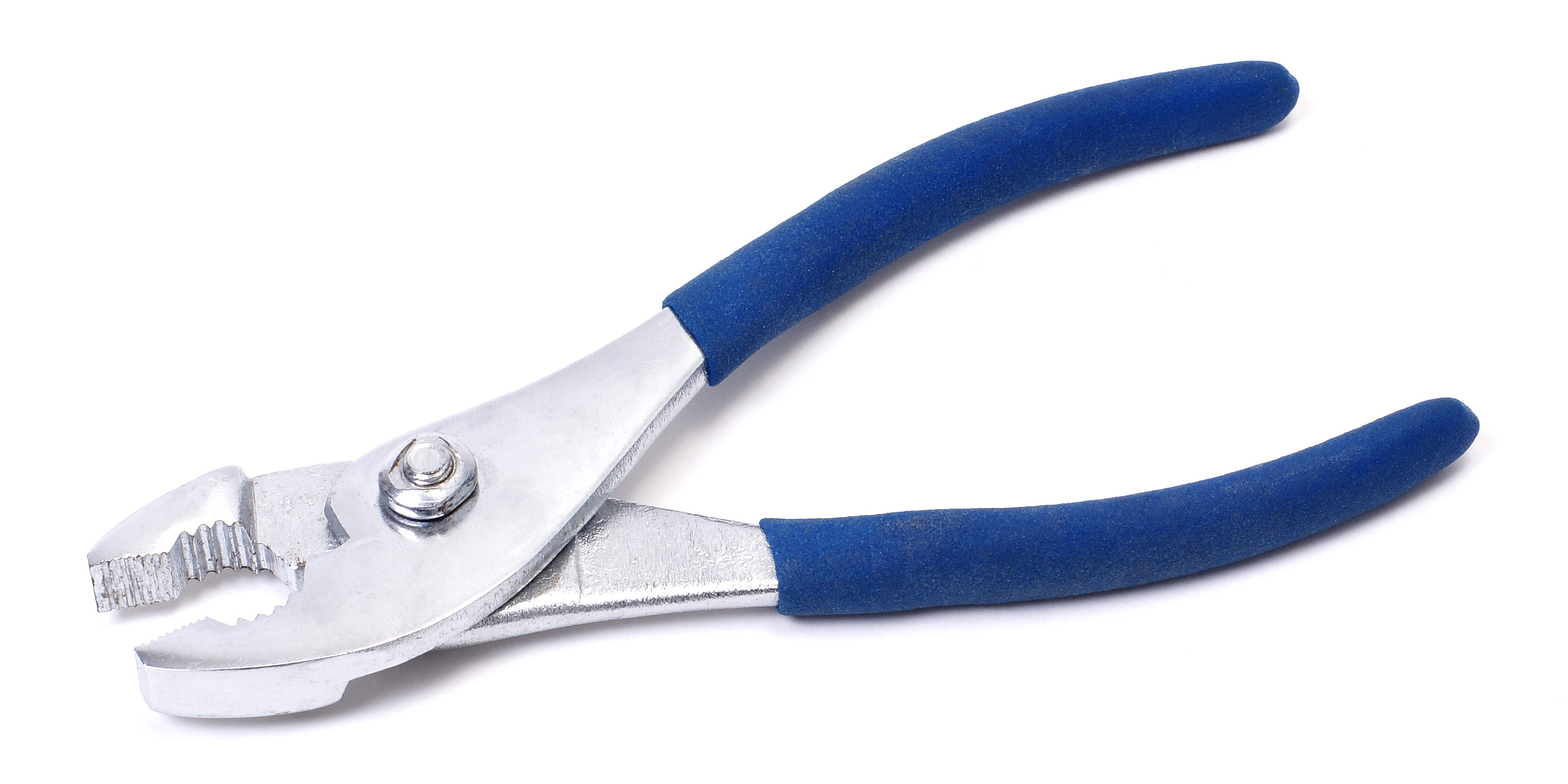
Pince à bec plat et coulissant, catégorie des tool-pliers en anglais (litt. pinces à outil).

- pince à bec rond, par exemple pour boucler les fils[79].
- pince à bec plat qui permet d'atteindre de petites pièces peu accessibles et les maintenir grâce aux cannelures transversales de son bec ;
- pince à long bec, parfois dénommée pince à bec long, pince à bec effilé, pince nez aiguille (needle-nose-pliers en anglais ) ou pince long-nez) ;
- pince fine de mécanicien, parfois à nez crochu, courbé, écarté etc.
- pince à monter, ou pince à bec fin

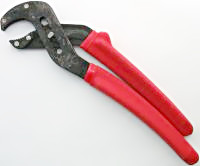
Pince multiprise.

- pince multiprise qui possède sur l'une de ses branches un pivot qui peut coulisser ou s'engager dans une série de logements ménagers sur la seconde, ce qui lui permet de saisir et serrer efficacement des pièces de diverses tailles ou formes[80]. Sont qualifiés de manière similaire la "pince multiprise de pointe", et les outils "pince et clef" à la fois, "pince-clef multiprise", "pince et clef serre-tube" etc.
- pince d'assemblage
- pinces de réglage
- pince à ciseaux, comportant deux lames métalliques, souvent dentelées, articulées autour d'un point de pivot central et actionnées en ciseaux par un levier ou une poignée. Elle permet de manipuler des matériaux délicats ou dangereux dans l'industrie, en pilote ou en laboratoire.
- pince à bec de canard, pour retirer éclat de bois ou corps indésirables des tissus

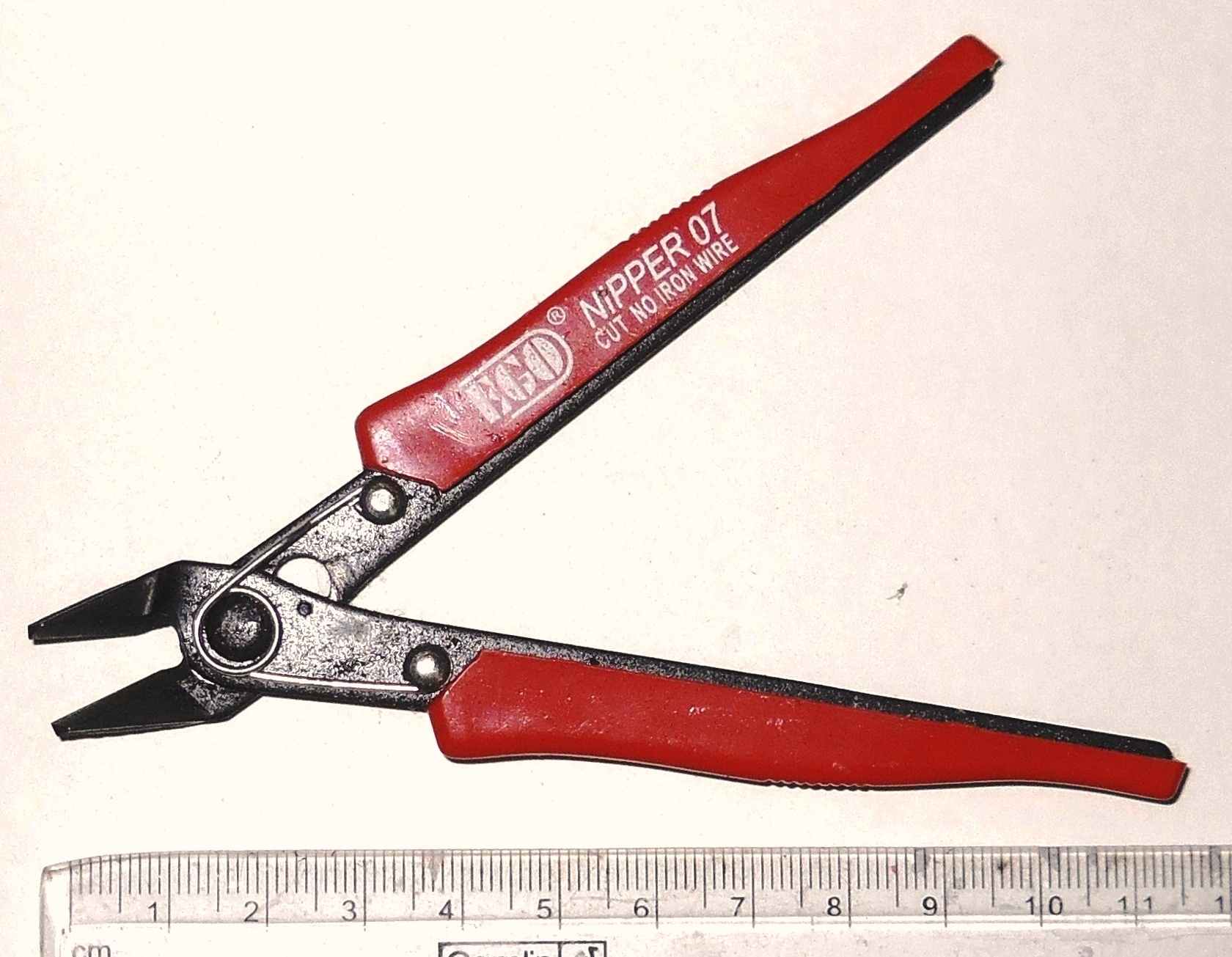
Petite pince coupante (type diagonal plier). Modèle conçu pour couper du fil électrique en électronique.

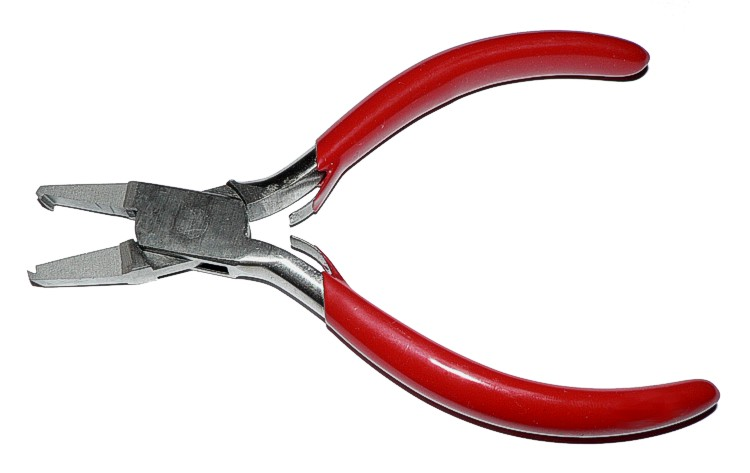
Pince pour le montage d'aspirateur électrique. Bec de serrage plat et lisse, avec embout coupant fil ou cheveux.

Catégorie des pinces d'opérations techniques associées au métiers de mécaniciens, d'électriciens, d'électromécaniciens
- la pince plate, dite à écarter, du mécanicien
- la pince coupante ; le coupe-boulon encore dénommée pince-monseigneur, en est une variante robuste, à grande mâchoire et long manche, pour couper les cadenas, les chaînes, tiges ou tirants de fer, et autres grosses pièces de métal. Les pinces coupantes diagonales permettent d'intervenir au ras d'une surface ou dans des endroits difficiles d'accès[80].
- la pince à dénuder.
- la pince-étau, qui sert à maintenir une pièce ou à débloquer un assemblage grippé, aujourd'hui disposant souvent d'un mécanisme de verrouillage pour garder les mains libres.
- la pince universelle qui combine les fonctionnalités de la pince plate, des tenailles et de la pince à crémaillère.
- la pince à circlips ;
- la pince à sertir déclinées en de multiples variantes.
- la pince à riveter du mécanicien ou du poseur de rivets. La pose de rivets pop donne à la pince un usage unique, mais pratique. Cette pince permet aussi de réaliser de nombreux assemblages entre éléments de matériaux différents (bois ou plastique sur métal etc.)
- la pince multifonctions
- la clé à pince
- la pince à racleurs pour le réglage des relais électromécaniques[81]
- la pince à rainure et languette[82]
- la pince pour filtre à huile
- la pince pour bougie
- la pince à encoche
- la pince pour déposer les garnitures
- la pince à ressort de frein
- la pince pour colliers (de serrage), pince pour tuyau, pince de blocage de colliers
- la pince à dégrafer
- la pince à segments
- la pince d'équilibrage
- la pince de montage
- la pince de démontage de silentblocs d'échappement
- la pince à raccord
- la pince à joint (queue de soupape)

Nous pouvons ajouter à cette liste technique des instruments de mesure n'imprimant aucune force mécanique : la pince ampèremétrique, dénommée uniquement par la forme du capteur de champs magnétique, qui peut enserrer le conducteur de courant électrique, les pinces de terre couplées à un telluromètre.

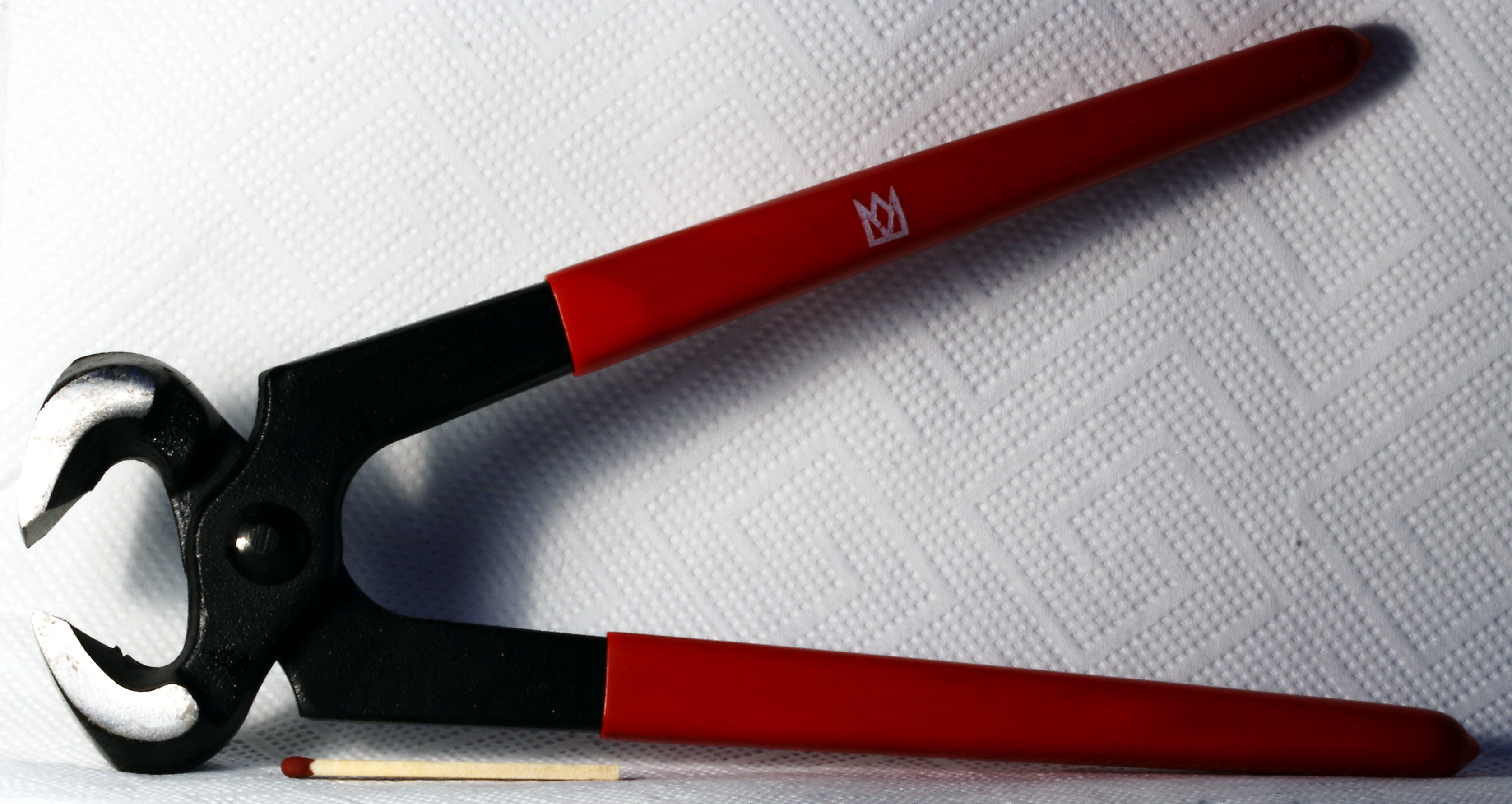
Tenaille, Kneifzange (litt. pince-couteau) en allemand, Carpenter's pincer (litt. pince de charpentier) en anglais.

Catégorie des pinces d'opération techniques associées à des métiers parfois anciens
- la pince et la tenaille, pinces et tenailles utilisées principalement dans la forge traditionnelle ;
- grosses tenailles, pinces à riveter, pince ou tenaille droite, bec de canne, pince déportées à mâchoires plate coudées
- la pince à sabot, du maréchal-ferrant
- la pince à souder les tôles
- la pince-tenaille ;
- la pince ronde ou plioir du menuisier layetier, déclinée autrefois en une gamme de pinces à rond ;
- la pince à étirer du bijoutier ;
- la pince de vitrier
- la pince à équarrir des miroitiers, vitriers et autres ouvriers en vitrail. Equarrir une glace ou un vitrage de décoration consiste à tracer et découper la forme souhaitée, à l'origine un carré, à l'aide des pinces de vitrier et un diamant de coupe.
- la pince à border du ferblantier
- la pince à gaz ou à tubes du plombier ; la pince du plombier ou coupe-tube
- la pince à cintrer qui permet de former ou couder une tuyauterie en cuivre. Â chaque diamètre du tuyau correspond un modèle de pince à cintrer de quelques millimètres, par exemple de 4/6 à 14/16.
- la pince toupie autrefois pour élargir les tuyaux de plomb
- la pince de carreleur ;
- la pince à fosse du tanneur ;

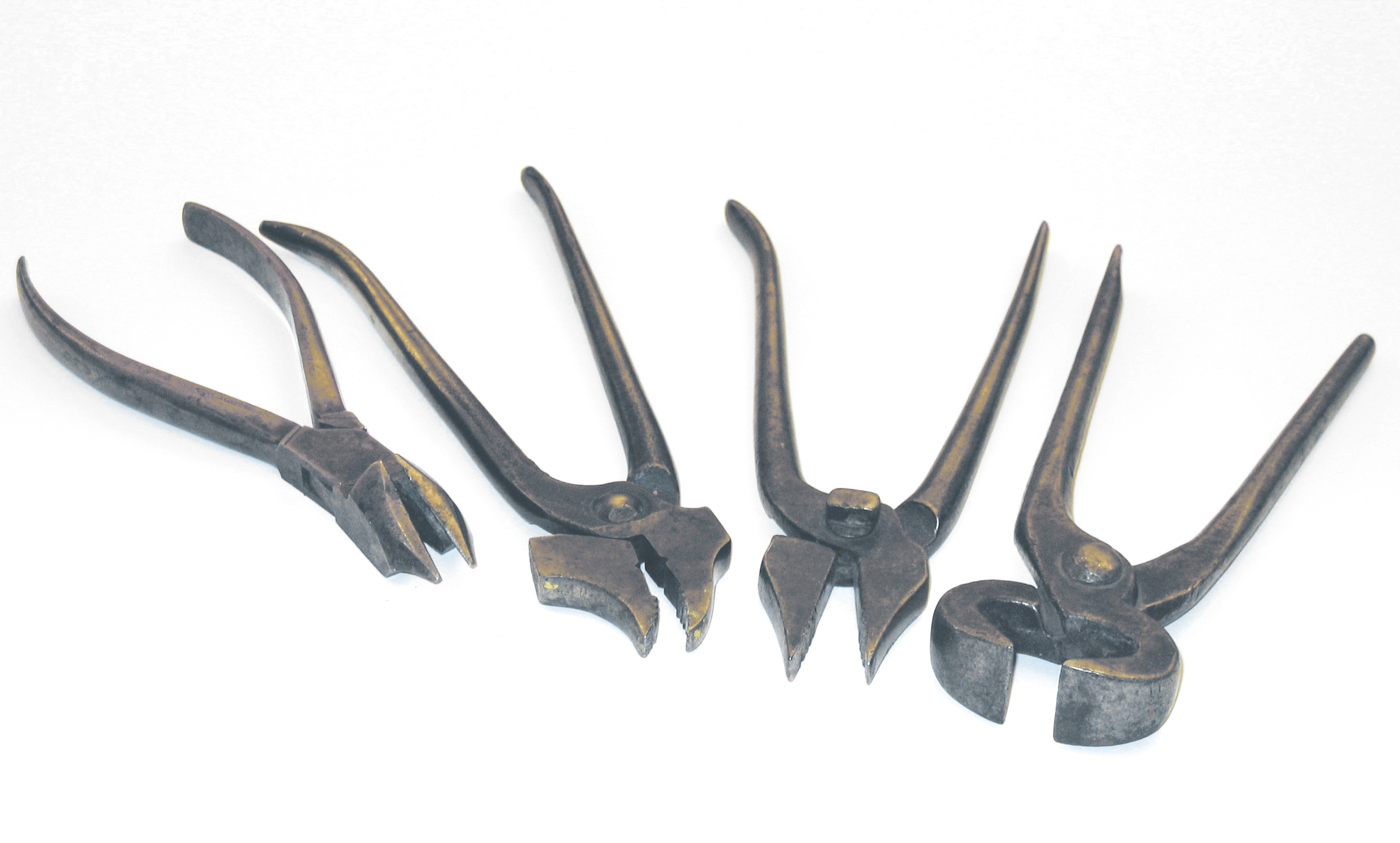
Jeu de quatre pinces du bottier-cordonnier.

- la pince à coudre du bourrelier ou sellier ;
- la pince emporte-pièce pour perforer le cuir ou des matériaux fins et souples[83].
- la pince de bottier-cordonnier ou la pince à monter ;
- la pince du gantier ou retournoir
- la pince à tendre, ou mordeuse pour l'encadreur, le tapissier, le matelassier ou le sellier.
- la pince à nerf ou pince du relieur, pour accentuer le relief des nerfs en reliure.
- la pince à avoyer pour les scieurs
- la pince à embosser pour le marquage d'objets ou l'impression en relief (par exemple pour gaufrer le papier).
- la pince à soyer et poinçonner
- la pince perforatrice

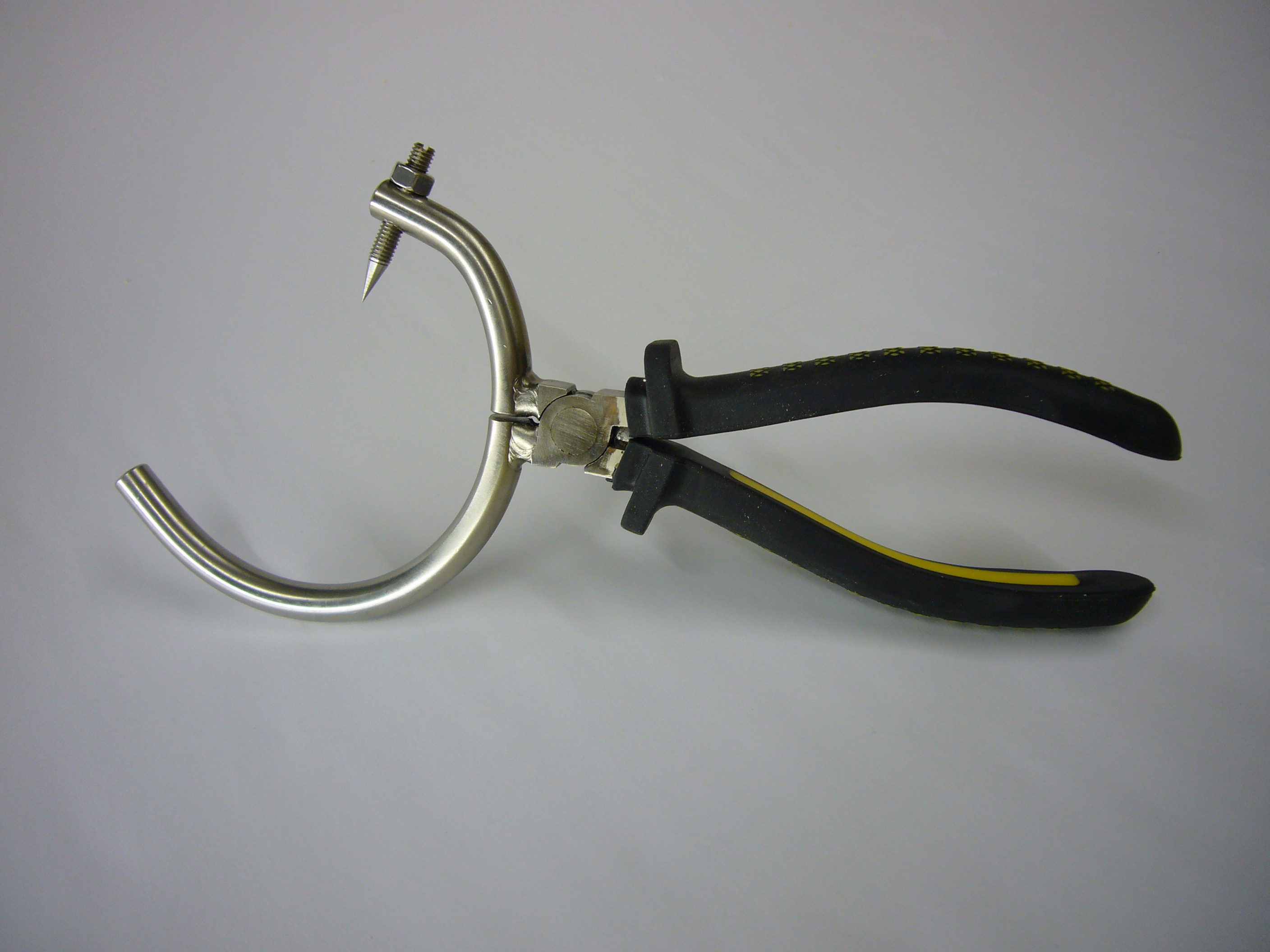
Pince à fendre les briquettes de bois compressées, outil de la filière bois.

- la pince à fendre ou diviser les briquettes de bois
- la pince à plomber (sceller au plomb)
- la pince chevilles. La pince Molly, à usage monospécifique, permet de poser des chevilles Molly dans du placoplâtre. On peut ensuite fixer des objets plus ou moins pesant sur une cloison en plaque de plâtre.

Catégorie des pinces de fixation et de portage, outil manuel, instrument proche de dispositif 
- la pince à ressort
- la pince de serrage, comme la pince de burette en chimie.
- la pince articulée nommée louve et la loubette des anciens carriers.
- les différentes variétés de la pince de pose
- la pince ou attache d'un moyen de transport par câble.

### Dispositif de serrage et de fixation
Les pinces sont aussi des mécanismes de fixation ou des dispositifs permettant de serrer ou tenir fermement un ou plusieurs objets/matériaux ensemble, empêchant tout glissement ou déplacement pendant le travail d'une matière (bois, métaux etc.) ou pendant une réparation ou une étape technique de construction (assemblage, collage, soudage, usinage, contrôle). Elles se décrivent par une paire de mâchoires, de plaques ou de tampons, réunis par une vis filetée ou un mécanisme à levier. Les caractéristiques des mâchoires ou tampons appliquant une force de compression ou de serrage sont cruciales : fixation rapide, base pivotante, mâchoires pivotantes, revêtement de surface en matière souple (élastomère, caoutchouc, plastique) pour ne pas endommager le matériau ou l'objet, éventuellement à surface lisse pour l'ôter ou le faire glisser rapidement etc.
- pince à guillotine ou à vantail, pour le collage du bois, l'assemblage de pièces ou la construction de meubles en menuiserie, avec une règle robuste en acier soutenant une paire de mâchoires. Un système de visserie et de fixation permet à la fois de serrer en poussant une mâchoire mobile et de fixer l'autre mâchoire en butée stable.
- pince d'ébénisterie, par exemple pour assembler les pièces d'une armoire.
- pince à bandes ou serre-joint à mâchoires pivotantes, dont la force de serrage est assurée par une vis ou un cliquet, pour fixer de grandes pièces de bois, à partir de leurs bords, pendant le processus d'assemblage en charpente et menuiserie.
- pince à action rapide, avec une longue barre et deux mâchoires rembourrées, dont l'une est fixe à l'extrémité et l'autre coulisse, la mobilité étant assurée grâce à un levier et une gâchette de pression associées à la poignée solidaire de la mâchoire coulissante de la pince. Certaines pinces peuvent par conception se transformer en écarteurs.
- pince à ressort, avec deux mâchoires pivotantes maintenues par un ressort assurant le serrage, une fois placées à main. Elle sont utiles au travail du bois ou du métal, mais aussi au maintien de bâche, de tissus ou de divers papiers.
- pince à onglets, composée de deux plaques métalliques reliées par un mécanisme à vis, pour le travail du bois et surtout la coupe et l'assemblage de coins en onglet en menuiserie.
- pince à vis, composée de deux mâchoires reliées entre elles par un mécanisme réglable à vis filetée, qui assure le serrage et la pression sur l'objet ou le matériau maintenu. Ce sont de véritables colliers de serrage à vis, assurant une saisie ou une prise forte, mais nécessitant une durée de serrage et parfois une exigence minimale d'espace de travail, pour le positionnement efficace de la pince.
- pince en C, mécanisme à vis qui réunit une base plate et une mâchoire ajustable, pour tenir et presser divers objets de taille et de forme différentes. C'est une pince à vis ou collier de serrage pratique en forme de C qui peut être utilisée dans des espaces restreints ou peu accessibles.
- pince en F, ou collier de serrage analogue à la pince en C, mais à ouverture plus large.

Les pinces de verrouillage, employant un mécanisme à came, sont actionnées par une poignée coulissante, pour ajuster la force de serrage. Ces pinces peuvent être droites, courbes ou à becs pointus. Elles servent dans les postes de soudage, en réparation et construction automobile.
La pince Kant-Twist, combinant came, levier et mécanisme de verrouillage d'une manière spécifique, assure un serrage rapide et puissant avec le minimum d'effort, elle est utilisée pendant diverses opérations industrielles, comme l'usinage ou le soudage.
Les pinces mécaniques sont des mécanismes ou dispositifs utilisant la force mécanique pour maintenir le matériau : genouillère, bras de serrage, tringlerie et base. La plus connue est la pince de table ou d'établi, également nommé étau, aux serres joints sûrs. La pince de bord maintient, comme son nom l'indique, préférentiellement les objets le long de leurs bords. Elle est dotée de trois vis séparées, de façon à contrôler sa position sur deux axes, ce qui est recommandé pour un assemblage ou un soudage précis.
Il existe diverses pinces de levage et de manutention. Parmi les pinces de levage, citons ;
- la pince de levage à plaque verticale, qui saisit et soulève dans l'industrie (construction navale, pièces de machines lourdes) des plaques d'acier en position verticale. La paire de mâchoires possède un pouvoir de préhension reforcés par des dents ou des éléments agrippants, la pince peut utiliser une force hydraulique.
- la pince à chaîne verrouillable ou à chaine de verrouillage, qui est enroulée autour de l'objet à déplacer. Une force est appliquée à cette chaine porteuse par un puissant mécanisme de préhension, utilisant un système de came ou de coin. Le levage de machine ou d'équipements lourds, celui d'objet de forme irrégulière ou spécifique en métallurgie et en construction peut être réalisé efficacement.
- la pince à poutre ou ossature. Ce collier de serrage ou serre flèche sécurisé par divers mécanismes de verrouillage (ressorts, mâchoires, goupilles, vis de réglage en acier ou aluminium) permet le déplacement des grosses poutres ou ossatures de bâtiments, des gros tuyaux et autres supports structurels.

Parmi les pinces de manutention, notons :
- la pince à tôles, avec des mâchoires extra-larges et des mécanismes de verrouillage perfectionnés.
- la pince dimide, analogue à une pince ou collier de serrage en C, munie d'un boulon filetée pour rapprocher ou desserrer avec une plus grande force de serrage les mâchoires.
- la pince Marman, collier de serrage à anneau fendu, analogue à ceux utilisée dans l'aérospatial pour les tuyaux de fluide et de gaz, pour maintenir ensemble deux pièces.
- les pinces électromécaniques à moteurs électriques, engrenages et système de contrôle.
- la pince à ciseaux.

### Pièce de révolution en usinage mécanique
La pince en mécanique est, selon le dictionnaire Larousse, une pièce de révolution partiellement fendue, suivant une ou plusieurs génératrices, permettant par son élasticité, de serrer extérieurement ou intérieurement, une partie cylindrique d'une pièce ou d'un outil.
Dans le domaine de l'usinage (tournage, fraisage…), il s'agit d'une pièce stable qui sert à maintenir en position une autre pièce (à usiner) ou un outil. Elle peut prendre la forme d'un mandrin.
Notamment pour l'isostatisme, une pince élimine deux degrés de liberté si la longueur de serrage est faible. Et elle élimine quatre degrés de liberté si la longueur de serrage est suffisamment importante.

#### Pinces tirées
Avec une pince tirée, c'est le déplacement de la pince qui provoque le serrage.
- Pinces tirées
- Pinces biconiques

L'éventuel inconvénient des pinces tirées, c'est que lors du serrage, la pince entraîne la pièce et donc la pièce se déplace (axialement).

#### Pinces poussées
Avec une pince poussée, c'est une pièce intermédiaire qui se déplace pour provoquer le serrage.
Et la pince se déforme avec le déplacement de pièce intermédiaire.
L'avantage des pinces poussées, c'est que si la pince est bien en butée, lors du serrage, la pièce ne se déplace pas.

## Pinces automatisées ou robotisées
Une pince de robot peut saisir, centrer et orienter dans un système défini de coordonnées virtuelles, la pièce ou la charge. Elle peut aussi assurer la prise et la dépose rétroactive de l'objet sans l'endommager ni le laisser choir, si le dispositif robotisé a suffisamment de place pour se mouvoir librement. Les mécanismes de préhension, à commande pneumatique, plus rarement à commande électrique ou hydraulique, expliquent l'emploi de plus en plus fréquent:
- de pinces accrochant par aspiration sous vide via des ventouses, pour les palettes ou les boîtes en carton,
- de pinces à fourche pour porter délicatement les produits lourds de formes irrégulières,
- de pinces de serrage pour les emballages souples à parois minces,
- de pinces à succion magnétique, soit à aimant permanent via des installations de platelages ferreux, soit à électroaimant pour assurer un relargage rapide, dans le cas des métaux ferreux.
- de pinces regroupant tout ou partie de ces dernières fonctionnalités décrites[86].

Les pinces automatisées sur les chaines de montage effectuent, outre la plupart des opérations mécaniques unitaires des anciens outils nommées pinces, diverses opérations avec rapidité : elles peuvent percer, souder, coller, vérifier la continuité et la qualité des jonctions etc. Les pinces peuvent être aussi des préhenseurs hygiéniques, sensibles et souples, apte à trier rapidement suivant des critères de taille, masse et forme, à maintenir dans une station de lavage, à découper et poser sur une chaine d'emballage.

## Micromanipulation
Les micropinces ou MEMS sont des microsystèmes électromécaniques destiné à saisir ou manipuler des objets micro- ou nanométriques. La pince optique est un appareil optoélectronique de biophysique, dans le même champ d'action.

## Utilisations non conventionnelles
Une pince utilisée sur le LEM pendant la mission Apollo 16 est devenue un objet muséographique relativement prisé. Mise au enchères, en mars 2008, par la maison de vente "Heritage", à Dallas, son prix a atteint 33 000 dollars.

## Traduction du terme français "pince"
Limitons l'investigation à la pince du champ technique et mécanique, pour ne pas accroître les difficultés par les nombreux usages familiers, les champs zoologiques et de confection/couture.
La langue allemande dispose de plusieurs vocables : die Zange(n) pour la pince coupante et par extension pour les outils mécaniques, die Pinzette(n) désignant la pince à épiler, ce qui marque une influence française fort ancienne concernant le luxe et les soins du corps et de beauté, die Wäscheklammer(n) pour la pince à linge.
L'anglais dispose de plusieurs mots, avec l'usage parfois indicatif du pluriel. Plier(s) désigne aujourd'hui de manière générique dans le monde mécanique la pince, avec la variante orthographique plyer(s). Ces termes semblent correspondre à l'ancien français "plioir" qui désignait aussi un outil typique des coffretiers ou menuisiers faiseurs de caisses, caissons ou coffres d'emballage, qui présente une tête plus allongée et peut mieux presser ou aplanir (squeeze) au besoin. La pince ou les pinces peuvent se traduire également par le terme pincer(s) qui a eu la même fonction générique que celle qu'occupe plier(s), mais aussi crimp associé à l'action de sertir ou l'art du sertissage, nippers pour se fixer sur des embouts. Le Cambridge Dictionary de manière traditionnelle définit pincers comme un outil qui permet de saisir avec force matière ou objet. Ces pinces ainsi nommées s'apparentent à de tenailles qui permettent ensuite de couper ou encore de tirer ou porter. Il n'accorde le plus souvent aux plier(s) que les fonctions de presser, plier, aplanir etc. les définissant comme des petits outils manuels tenus par deux manches ou poignées avec une tête qui servent à tenir ou tirer des petits objets comme des clous ou des pointes, ainsi qu'à manipuler ou curieusement couper au besoin du fil (de fer).

### Autres liens
- Pince (arts mécaniques) dans le dictionnaire technologique de Louis-Benjamin Francœur, Tome XVI, p. 201.